# История Первого канала
«Первый канал» (ранее — ОРТ) — общероссийский федеральный телеканал, который начал вещание 30 лет назад, 1 апреля 1995 года.

## История

### 1994—1998. Основание телеканала, завоевание позиций
В конце 1994 — начале 1995 годов 1-й канал Останкино начал терять свои позиции. Социологические опросы, проводившиеся в то время в Москве, показывали, что телеканал значительно уступал в дневное время телеканалу 2x2, в вечернее время — НТВ. Одновременно с этим учредитель канала в лице РГТРК «Останкино» испытывал серьёзные финансовые проблемы, связанные с недостаточным финансированием своих обязательств государственным бюджетом России, а также со сложной схемой демонстрации в эфире 1-го канала рекламных блоков. Между программами, сериалами и фильмами ролики в них размещала сама телерадиокомпания, а внутри или же по ходу передач — её тематические студии или же рекламные агентства-посредники, часть из которых была близка к производителям программ (им же причиталась и основная часть рекламных доходов). Кроме того, у «Останкино» весь период его существования были ещё и достаточно сложные отношения с производителями программ, многие из которых готовили свой телепродукт на её технике и в арендуемых ею помещениях на безвозмездной основе. Всему этому частично способствовала сама структура телерадиокомпании, представлявшая собой холдинг, где само «Останкино» являлось головной компанией, а учреждённые им юридические лица (среди них — Информационное телевизионное агентство, прочие тематические студии и творческое объединение «Экран») — дочерними подразделениями.
По первоначальной инициативе, предложенной производителями программ (телекомпаниями ВИD, АТВ, REN-TV), им должна была стать телевизионная компания, где 15% акций держали бы означенные производящие телеструктуры, столько же — фирма «РТВ-Пресс» (владелец бывших журналов «Останкино»), 20% — банкиры, ещё 20% — государство. 29 ноября 1994 года Президент России издаёт указ № 2133 «О совершенствовании эксплуатации первого частотного (г. Москва) канала телевидения и сети его распространения», согласно которому вещание первого канала телевидения передавалось акционерному обществу закрытого типа «Общественное российское телевидение» (АОЗТ «ОРТ»), а РГТРК «Останкино» становилось его соучредителем. Учредительное собрание акционеров этого акционерного общества состоялось 24 января 1995 года. В итоге структура владельцев акций ОРТ оказалась следующая: РГТРК «Останкино» стало владельцем 9% акций, ИТАР-ТАСС (3%), государственное предприятие «Телевизионный технический центр» (3%), Госкомимущество (ГКИ) — 36%, также доли принадлежали различным банкам — «Альфа-Банк» (5%), «Объединённый Банк» (8%), Банк «Столичный» (5%), Банк «Менатеп» (5%), Банк «Национальный кредит» (5%), компания АО «Логоваз» (8%), АО «Торговая компания «Микродин» (5%), АО «Ассоциация независимых телекомпаний» (3%), Национальный фонд развития спорта (2%) и РАО «Газпром» (3%). Через сутки, 25 января собрание акционеров избрало генеральным директором ОРТ президента телекомпании ВИD Владислава Листьева, который, в свою очередь, 20 февраля объявляет о введении на 1-м канале моратория на рекламу.
После убийства Листьева (случившегося 1 марта 1995 года), 20 марта генеральным директором акционерного общества стал Сергей Благоволин, председателем совета директоров ОРТ стал председатель РГТРК «Останкино» Александр Яковлев, генеральным продюсером стал Константин Эрнст. Каждое тематическое направление телеэфира канала стали курировать свои продюсеры: так, продюсером просветительских и художественных программ стал Сергей Шумаков, музыкальных — Юрий Саульский (затем — Аркадий Буйнов, брат известного певца Александра Буйнова), детских — Борис Селенов, спортивных — Николай Малышев, общественно-политических — Василий Антипов (затем — Олег Вольнов) и др. Борис Березовский появляется в качестве владельца крупнейшей доли акций ОРТ, заместителем генерального директора ОРТ по коммерции становится его соратник Бадри Патаркацишвили. Вещание канала на 1 ТВК началось с 1 апреля 1995 года, РГТРК «Останкино» стало одним из его производителей программ. Телекомпания GMS, занимавшая часть эфирного времени 1-го канала Останкино с 1994 года, после 1 апреля 1995 года некоторое время продолжала работу уже без собственного логотипа в рамках эфира ОРТ.
Вместо устаревшего канала, фактически являвшегося наследием советских времён и с которого на тот момент многие творческие и технические сотрудники массово уходили на каналы РТР, НТВ и ТВ-6, было принято решение делать канал «для людей», с большим объёмом новостного вещания, по примеру набиравшего популярность и пользовавшегося уважением зрителей НТВ. Были закрыты ряд программ 1-го канала Останкино, в том числе «Политбюро» и «Дело», остальное программное вещание канала также стало постепенно меняться вплоть до начала телесезона 1995/1996 годов. Ведущим программы «Тема» стал Дмитрий Менделеев, ведущими программы «Час пик» стали ведущие ночного выпуска новостей Сергей Шатунов и Дмитрий Киселёв, ведущей программы «Воскресенье» стала ведущая вечернего выпуска новостей Нелли Петкова. Основным политическим ток-шоу канала стала программа «Один на один», ведущим которой стал Александр Любимов. Производителем информационных программ для ОРТ стала ИТА РГТРК «Останкино», при этом она совместно с телекомпанией REN-TV стала производить программу «Версии», которую вёл Сергей Доренко. Среди развлекательных передач популярность мгновенно приобрела музыкальная телеигра «Угадай мелодию» с ведущим Валдисом Пельшем. Телеканал сильно выделяло среди других большое разнообразие художественных, детских и тематических проектов, часть из которых всё же сохранилась в эфире со времён позднего ЦТ СССР. За производство программ детского и юношеского телевещания стала отвечать частная телекомпания «Класс!», которая была недавно образована на базе Студии детских и юношеских программ РГТРК «Останкино».
30 % сетки вещания ОРТ было отведено на кинопоказ, концепцию которого разрабатывали Константин Эрнст и продюсер Дирекции кинопрограмм Анатолий Максимов. Продолжительное время, с момента начала вещания, на телеканале в дневное и вечернее время ежедневно транслировались разнообразные иностранные фильмы, мультфильмы и телесериалы преимущественно в собственном закадровом озвучивании или дубляже, реже в заранее сделанном официальном переводе (в зависимости от производителя). В сетке вещания под кинопоказ было выделено несколько постоянных линеек: одна из них размещалась сразу же после программы «Время» (до 2001 года), другая — в районе 12:20 (до 2005 года), третья — по субботам вечером («Коллекция Первого канала», до 2002), четвёртая — по воскресеньям или понедельникам ночью («Линия кино», до 2003). В вечернем предпрайме или в прайм-тайме с повтором на следующий день утром продолжился показ латиноамериканских сериалов, чаще всего бразильского производства. Наиболее популярные из показанных на канале в период 1995—2006 годов — «Тропиканка», «Секрет тропиканки», «Вавилонская башня», «Во имя любви», «Нежный яд», «Жестокий ангел», «Воздушные замки», «Земля любви», «Земля любви, земля надежды» и «Клон». Озвучивание фильмов и сериалов по заказу телеканала в основном выполнялось на студиях «Selena International» (с 1995 по 2000 год) и «Эй Би Видео» (с 1997 года). В первые месяцы вещания мораторий на коммерческую рекламу всё ещё оставался в силе, транслировалась исключительно социальная реклама, в том числе и цикл «Русский проект». Коммерческая реклама снова появилась на канале только с 1 августа 1995 года. При этом ОРТ (как и другие российские центральные каналы тех лет) в первые несколько лет вещания почти не заказывало сторонним организациям производство оригинальных фильмов и телесериалов — оно начнётся (в том числе и по заказу или при поддержке ОРТ) только ближе к концу 1990-х годов.
Уже к концу мая 1995 года ОРТ задолжало РГТРК «Останкино» за произведённые ею программы и фильмы 57 млрд рублей, а также 10 млрд рублей — Телевизионному техническому центру за технические услуги, но несмотря на всё это, 28 августа 1995 года между ОРТ и РГТРК был заключён новый договор о предоставлении каналу фильмов из библиотеки Гостелерадио СССР для разовой демонстрации в телеэфире. Указ Президента от 6 октября 1995 года «О совершенствовании телерадиовещания в Российской Федерации» и постановление Правительства РФ от 12 октября предусматривали ликвидацию РГТРК «Останкино», однако сразу же телерадиокомпания ликвидирована не была: до весны 1996 года она продолжала отвечать за вещание радиоканалов «Радио-1», «Маяк», «Юность» и «Орфей», а до 17 июля 1997 года — предоставлять ОРТ теле- и мультфильмы из архива Гостелерадио СССР. Кроме того, ОРТ работало в редакционных помещениях РГТРК «Останкино» и на принадлежащей ей же технике, а на входе в 1-й подъезд телецентра в Останкино некоторое время рядом находились две вывески: РГТРК «Останкино» и «Общественное российское телевидение» (с государственным гербом). Сотрудники телерадиокомпании в итоге были или уволены с телевидения, или же интегрированы в штат разных подразделений как ОРТ, так и других российских каналов.
Непростыми были отношения ОРТ и с частными производящими телекомпаниями: 1 октября 1995 года, после репортажа о состоянии здоровья Бориса Ельцина и Виктора Черномырдина, была закрыта программа «Версии», а REN-TV стала создавать телесеть под названием «Независимая вещательная система», вследствие чего в 1997 году программы REN-TV стали выходить на отдельном, 49 ТВК. В течение последующих нескольких лет постепенно закрывались и многие программы АТВ, в том числе и сохранившийся со времён ЦТ СССР «Пресс-клуб». Всё это приводит к созданию вокруг ОРТ холдинга, в который сначала вошли производящая телекомпания «Телефабрика» и организация по продаже рекламного времени «ОРТ-Реклама», затем — студия по производству и выпуску видеокассет с фильмами и собственной продукцией канала «ОРТ-Видео», лейбл звукозаписи «ОРТ-Рекордс» и фирма «ОРТ-Концерт».
С апреля 1996 года ОРТ стало самостоятельно производить информационные программы. После неудачи программы «19.59»(заменила собой итоговый аналитический тележурнал «Воскресенье», который был закрыт после ухода с ОРТ Нелли Петковой) и закрытия на НТВ программы «Характеры» (заменила собой «Версии») на ОРТ вернулся Сергей Доренко, ставший ведущим итогового выпуска программы «Время», получившего название «Информационно-аналитическая программа Время с Сергеем Доренко». Дирекцию информационных программ возглавила Ксения Пономарёва — главный редактор газеты «Коммерсантъ» в 1989—1992 годах. Ведущими программы «Время» стали Арина Шарапова и Игорь Гмыза, ведущими дневных выпусков новостей — Игорь Выхухолев, Александра Буратаева, Екатерина Андреева, Кирилл Клеймёнов. В самом конце 1996 года с ОРТ на REN-TV перешёл Дмитрий Киселёв. Андрей Разбаш остался единственным ведущим программы «Час пик».
20 октября 1996 года на Украине ОРТ был заменён на телеканал «Интер», однако вплоть до 2002 года вещание телеканала «Интер» включало в себя ретрансляцию некоторых программ ОРТ, а сам ОРТ/«Первый канал» вплоть до 2015 года владел 29 % акций украинского телеканала.
11 января 1997 года ОРТ регистрирует доменное имя для собственного официального сайта в Интернете — ortv.ru. Сайт был запущен в апреле того же года.
В апреле и октябре 1997 года были созданы компания по производству видеокассет «ОРТ-Видео» и лейбл звукозаписи «ОРТ-Рекордс» соответственно.
С 1 июля по 30 декабря 1997 года вещание ОРТ на все регионы России, кроме Москвы и Московской области, осуществлялось по будням с дневным перерывом с 12:15 до 15:00 (с 3 ноября 1997 года — с 13:00 до 15:00). Это было связано с задолженностью телеканала перед региональными телецентрами за услуги по передаче сигнала в эфир.
Тем временем, 5 августа 1997 года по решению руководства ВГТРК была снята с эфира передача «Момент истины» на РТР, в которой Сергей Благоволин критически оценивал методы управления ОРТ и его информационную политику. В частности, Благоволин был не согласен с критикой деятельности мэра Москвы Юрия Лужкова. 16 августа Благоволин ушёл в отпуск, позже подав заявление об увольнении с поста гендиректора ОРТ.
17 сентября 1997 года Генеральным директором ОРТ стала Ксения Пономарёва, чью кандидатуру акционерам канала рекомендовал Борис Ельцин. Чуть раньше Дирекцию информационных программ возглавил Александр Любимов (вскоре на должности генерального директора телекомпании ВИD его заменила Лариса Синельщикова). Осенью телеканал ввиду дороговизны прав на телетрансляции прекратил показ матчей футбольной Лиги чемпионов, передав их телекомпаниям НТВ и «НТВ-Плюс».
17 ноября 1997 года на частотах ОРТ в Казахстане начала вещание отдельная версия канала — ОРТ Казахстан. В 1998 году вещание ОРТ было прекращено на территории Туркменистана, на ранее занимавшихся туркменских частотах был запущен телеканал ТМТ 3 (с 2001 года — «Мирас»).
12 февраля 1998 года на собрании акционеров ЗАО «Общественное российское телевидение» преобразовано из закрытого акционерного общества в открытое.
В том же году в структуре телеканала была создана Дирекция детских и развлекательных программ, которую возглавил Сергей Супонев — телеведущий, пользовавшийся широкой популярностью среди детей и молодёжи в 1990-е годы. Под его руководством на телеканале была запущена линейка развлекательных и познавательных передач, преимущественно адресованных детской и подростковой аудитории. Среди них — «100 %», «Царь горы», «Дисней-клуб», «Семь бед — один ответ», «Возможно всё», «Что да как», «Седьмое чувство», «КОАПП» и др. В те годы ОРТ был лидером среди всех российских центральных телеканалов по объёму постоянного детского вещания в своей эфирной сетке. При этом тогда же телеканал начали часто обвинять в излишней коммерциализации эфира и в существенном расширении эфирного времени для многочисленных развлекательных передач некоторые телевизионные критики.
С весны 1998 года ОРТ (наряду с РТР) по решению своего совета директоров стал принципиально отказываться от показа рекламы в телеэфире 9 мая, посчитав, что для ветеранов и людей старшего возраста, смотрящих телевизор в этот день, показ рекламных заставок и роликов может показаться особенно неуместным и раздражающим (на остальных каналах она продолжала транслироваться в прежних объёмах). С 31 декабря 2005 по 1 января 2015 года рекламные блоки на канале также не транслировались также в первые дни Нового года (с 31 декабря по 1 января).
В разные времена на ОРТ начинали вещать другие независимые вещатели, например, межгосударственная телерадиокомпания «Мир» с программой «Вместе», в которой ведущие разных национальностей пытаются разобраться в актуальных проблемах современности.
В мае 1998 года Сергей Доренко ушёл из эфира и стал Главным продюсером информационных программ ОРТ. Но уже в сентябре с подачи Бориса Березовского Доренко стал ведущим ежедневной программы «Время». Его возвращение не было согласовано с Ксенией Пономарёвой, в связи с чем она оставила пост генерального директора канала.

### 1998—2000. Продажа акций Березовского. Сергей Доренко
Дефолт 1998 года очень сильно ударил по телевидению. Было сокращено производство ряда передач и заморожен ряд планировавшихся ранее к запуску телепроектов. Произошёл обвал рекламного рынка, была угроза ликвидации ОРТ и всех остальных центральных телеканалов. Одновременно телеканал сменил своего рекламного партнёра — им стало рекламное агентство «Видео Интернешнл» (ранее рекламное время канала продавало агентство Premier SV, которому не удалось оправиться от последствий экономического кризиса). По воспоминаниям Константина Эрнста, осенью 1998 года персонал телекомпании месяцами не получал зарплату, все работали «под честное слово». В это время на ОРТ начали показывать перемонтированные версии советских телесериалов «Тени исчезают в полдень» и «Вечный зов» с сериями продолжительностью по 52 минуты каждая, поскольку многие проекты из-за дефолта были отменены. Нынешний советник генерального директора «Первого канала» Алексей Ефимов впоследствии вспоминал, что «в 1998 году денег на канале не было вообще, а ещё и рекламное агентство Premier SV разорвало контракт. Было тяжело, но канал не сдал свои позиции».
15 октября 1998 года ОРТ возглавил Игорь Шабдурасулов, близкий знакомый Березовского, ранее работавший в аппарате Правительства РФ. Вместо программы «Час пик» стала выходить программа «Здесь и сейчас», ведущим которой стал Александр Любимов, который также занял должность председателя совета директоров телекомпании ВИD. Из-за финансовых проблем телеканала была прекращена трансляция интеллектуальной игры Владимира Ворошилова «Что? Где? Когда?», через год она стала выходить на НТВ. В январе 1999 года Международная ассоциация клубов «Что? Где? Когда?» судилась с ОРТ с целью добиться выплаты телекомпанией долгов за уже произведённые программы. Возникали и проблемы с показом проектов производства компаний REN-TV («Помню… Люблю…», «Чтобы помнили»), «Класс!» («До 16 и старше», «Спокойной ночи, малыши!», «Умники и умницы» и пр.) и «Пилот-ТВ» («Чердачок Фруттис»): в конце 1998 года телеканал был не в состоянии платить всем означенным компаниям за производимый телепродукт. В связи с задолженностями ОРТ примерно в это же время главный производитель передач в лице телекомпании ВИD выдвинул ультимативное предупреждение о возможном изъятии из эфира канала всего производимого им телеконтента, кроме нескольких информационно-политических программ («Тема», «Взгляд» и «Здесь и сейчас» Александра Любимова).
В это же время в помещениях телекомпании появились судебные исполнители, арестовавшие весь автомобильный парк ОРТ, после чего работа информационной редакции канала была на некоторое время парализована. В один из дней ноября того года выпуски «Новостей» на ОРТ выходили в упрощённом варианте (без репортажей, ведущий последовательно зачитывал информационные сообщения), поскольку журналистам и операторам было не на чём перемещаться из телецентра до мест съёмок, а сюжеты, как следствие, не были подготовлены. Для проверки финансовой состоятельности телекомпании судом был назначен внешний арбитражный управляющий (Павел Черновалов). Угроза ликвидации окончательно исчезла после того, как перед новым 1999 годом президент Ельцин подписал указ о мерах государственной поддержки ОРТ, согласно которому Внешэкономбанк выделил каналу 100 миллионов долларов кредита под залог.
Параллельно ОРТ выкупило у недавно образованной телесети ТНТ сериал «Улицы разбитых фонарей» («Менты»), трансляция которого началась в октябре 1998 года. Несмотря на малобюджетность постановки, сомнительность поднимаемых тем и практически полное отсутствие в актёрском составе «звёзд», сериалу удалось стать популярным среди зрителей и получить статус народного — «Менты» в премьерном показе на ОРТ имели рейтинг 15 % при доле в 35 % телезрителей. Спустя год, в 1999 году, будучи номинированным и от ТНТ, и от ОРТ, сериал получает две статуэтки ТЭФИ как «лучший телевизионный игровой (художественный) фильм или сериал» и «лучший телепроект года». Премия отошла к ТНТ как непосредственному владельцу всех прав на показ.
В 1999 году Борису Березовскому принадлежит 49 % акций телеканала. Наряду с ТВ-6, «Нашим радио», газетами «Коммерсантъ» и «Независимая газета», а также звукозаписывающей компанией REAL Records, телеканал вошёл в медиаимперию Березовского.
13 января 1999 года информационной политикой ОРТ стал руководить Ашот Баблумян. Сергей Доренко стал вести субботний выпуск программы «Время». С января по февраль в прямом эфире этой передачи он приступил к нападкам на премьер-министра России Евгения Примакова, с которым тогда конфликтовал Борис Березовский. Так, Доренко обвинял Примакова в покровительстве Татьяне Анодиной, главе Межгосударственного авиационного комитета, которая, по утверждению Доренко, была женой премьер-министра (через несколько дней существование родственных связей между Примаковым и Анодиной было опровергнуто). Уже в феврале Доренко вновь был отстранён от эфира. Официально программа не вышла из-за того, что он заболел гриппом, но сам ведущий заявил, что на этот шаг руководство канала вынудили пойти российские власти. В начале июня, после того, как правительство Примакова было отправлено в отставку, Доренко занял руководящую должность на ТВ-6.
8 июня 1999 года Директором информационных программ ОРТ стала Татьяна Кошкарёва. В сентябре этого же года Сергей Доренко стал вести другую программу, получившую название «Авторская программа Сергея Доренко», а немногим ранее, в июле 1999, информационно-аналитическую программу «Время» по субботам стал вести журналист Павел Шеремет, известный своими резонансными репортажами из Белоруссии. Программа «Время» стала называться «Время. Информационный канал». В состав информационного канала, помимо основного блока, входили аналитические программы «Здесь и сейчас» Александра Любимова и «Однако» Михаила Леонтьева, блоки спортивной информации с комментатором в студии (впоследствии рубрика была убрана из программы) и прогноз погоды. Ведущими программы «Время» тогда были Екатерина Андреева и Кирилл Клеймёнов, назначенные на эту должность в конце 1998 года ещё по инициативе Доренко.
1 сентября 1999 года в Молдавии на базе ОРТ был создан телеканал Prime.
С подачи Сергея Доренко, в период его работы на ОРТ агрессивно и не всегда аргументированно критиковавшего оппозиционных политиков, появилось понятие «телекиллер» («медиакиллер»). Осенью 1999 года телеканал продолжал жёсткую информационную войну, направленную против Евгения Примакова и Юрия Лужкова (симпатии телеканала отдавались кандидатуре Владимира Путина и блоку «Единство»). 24 октября в эфире своей авторской программы Доренко озвучил неизвестные факты о здоровье Примакова, а также указал на причастность политика к покушению на жизнь президента Грузии Эдуарда Шеварднадзе. Все эти факты вскоре были опровергнуты грузинскими представителями и самим Примаковым в прямом эфире аналитической программы «Итоги» Евгения Киселёва на НТВ. Параллельно с этим, в рамках эфиров программы «Время» ещё с июля 1999 года часто выходили репортажи, в которых с критической позиции рассказывалось о событиях, происходящих вокруг холдинга «Медиа-Мост», или же негативно рецензировались передачи и новостные сюжеты тогдашнего канала НТВ.
3 октября 1999 года вышел выпуск программы Доренко с резкой критикой лидера блока «Отечество — Вся Россия» Юрия Лужкова. В ходе этой передачи была показана с вертолётов недвижимость Лужкова в Подмосковье, раскрыты тайны его денежных средств, фотография Лужкова и криминального «авторитета» Япончика. Высказывания журналиста в своих передачах от 5 сентября, 26 сентября и 3 октября того же года даже послужили поводом для судебного разбирательства со стороны Лужкова.
Татьяна Кошкарёва, будучи директором информационного вещания ОРТ тех лет, так рассказывала о работе своего подразделения в период избирательной кампании и последующих событий: «Мы не ведём информационную войну — это у нас полемика… Если в информационных программах мы стараемся быть объективными, то в авторских сами журналисты решают, что для них важно, а что нет… Я бы не определяла жанр программы Доренко как просто аналитической программы. Это новый жанр. В интересном жанре работает и Павел Шеремет». При этом сам же Павел Шеремет впоследствии признавал тот факт, что в период парламентской и президентской кампаний 1999—2000 годов на ОРТ наметилась тенденция к превращению телеканала в жёлто-маргинальный и агитационно-пропагандистский: «ОРТ превращался в жёлтый маргинальный телеканал, где каждый день всех направо и налево долбал Миша Леонтьев, в субботу закатывал в асфальт Доренко, в воскресенье окончательно должен был добивать Невзоров, а где-то там в международной панораме мировой сионизм освещал бы Шеремет». Подача информации в тогдашних выпусках ежедневных новостных и авторских программ ОРТ часто становилась предметом критики со стороны пишущих журналистов; отдельную известность получил показанный в одном из выпусков программы «Время» видеосюжет, в котором шла речь об акции под лозунгом «Голубые сердца в поддержку Явлинского».
Из-за расхождений с Борисом Березовским в концепциях дальнейшего развития ОРТ Игорь Шабдурасулов покинул канал. 6 октября 1999 года Генеральным директором ОРТ по рекомендации Шабдурасулова стал Константин Эрнст, который будет совмещать должность генерального продюсера вплоть до 2001 года (данное место будет уступлено Александру Файфману).
В январе 2000 года «Авторская программа Сергея Доренко» стала выходить по субботам. В одновременно существовавшей на канале программе Павла Шеремета были озвучены спорные факты о недвижимости генпрокурора Юрия Скуратова, также послужившие поводом для дальнейших разбирательств в суде. В марте этого же года Шеремет перестал вести новостные программы на канале и стал заниматься производством документальных фильмов («Чеченский дневник», «Дикая охота», «Корейский капкан» и др.) на базе Отдела спецпроектов, созданного при участии Эрнста. С начала марта 2000 года вместо его программы в эфире появилась программа «Время. Воскресный выпуск» с ведущими Екатериной Андреевой и Кириллом Клеймёновым. Александра Буратаева в связи с избранием депутатом Государственной Думы Российской Федерации покинула ОРТ. Примерно в это же время была закрыта программа «Футбольное обозрение» Владимира Перетурина — у сохранившейся со времён ЦТ СССР передачи снизились рейтинги и долгое время не обновлялся формат, за что пресса в последние годы существования её критиковала. Вместо неё появился другой проект на эту же тему — «Время футбола» (позднее «На футболе») с Виктором Гусевым.
В это же время между создателями «Улиц разбитых фонарей» и Константином Эрнстом происходит конфликт. Сериал начал ретранслироваться на НТВ, а Эрнст и перешедший на его сторону в результате разногласий с руководством ТНТ автор идеи сериала Андрей Кивинов начали производство похожего телесериала «Убойная сила». 13 марта 2000 года в вечерний прайм-тайм канала был начат показ первого его сезона, в котором присутствовали герои «Ментов». В телеэфире сложилась ситуация, когда два сериала шли в одно и то же время на двух конкурирующих каналах, с одними и теми же главными героями, причём, по оценкам специалистов агентства TNS Gallup Media, рейтинг премьерных серий «Убойной силы» был выше. В этом же году сериал производства ОРТ получит премию «ТЭФИ».
Весной 2000 года у двух российских телекомпаний — ОРТ и ТВЦ — закончились лицензии на вещание. Лицензия ОРТ истекла 24 мая, а лицензия ТВЦ — 20 мая. Тогдашний министр печати ссылался на лицензию вещания канала, полученную в 1995 году и действовавшую до 2000 года, не обращая внимания на тот факт, что при перерегистрации ОРТ из АОЗТ в ОАО в 1998 году телекомпанией была получена новая лицензия до апреля 2003 года включительно. После этого телеканалы получили временное разрешение на вещание. В то же время на частоты телеканалов (1 и 3 ТВК в Москве) Министром печати РФ Михаилом Лесиным был объявлен конкурс, который выиграла телекомпания ОРТ (единственным конкурентом ОРТ на конкурсе была телекомпания «РТР-сигнал»). Эфир был сохранён на 5 лет. За продолжение вещания ОРТ проголосовали все 9 членов Федеральной конкурсной комиссии.
27 августа 2000 года, во время пожара на Останкинской телебашне, вещание ОРТ прекратилось и перешло на частоту телеканала «Столица», одного из двух телеканалов, работавших в то время в Москве. К 30 августа 2000 года удалось наладить вещание «Совместного канала ОРТ+РТР», на котором транслировались передачи обоих каналов. На экране были оба логотипа канала: РТР в левом верхнем углу и ОРТ в правом верхнем углу; внизу находилась подпись «Совместный канал ОРТ-РТР» (в последующие дни вещания её уже не было). В других городах каналы продолжали вещать по отдельности. С 29 августа 2000 года вещание ОРТ началось через спутниковую платформу «НТВ-Плюс».
Широкий общественный резонанс в это же время вызвал выпуск «Авторской программы Сергея Доренко» от 2 сентября 2000 года, полностью посвящённый трагедии АПЛ «Курск» в августе того же года. В ходе передачи Доренко озвучил ряд нелестных высказываний о президенте Путине и назвал его «главным виновником катастрофы». Существуют мнения, что во время катастрофы лодки «Курск» Доренко выполнял заказ Бориса Березовского. Так авторская программа Доренко была закрыта, вместо неё стал выходить субботний выпуск программы «Время».
Чуть позже, в сентябре 2000 года Борис Березовский продал свою долю (49 % акций) ОРТ. Этот пакет акций изначально предполагалось продать не государству или близким к нему лицам, а группе творческой интеллигенции (ЗАО «Телетраст»), куда также бы входили и журналисты из электронных и печатных СМИ «Медиа-Моста». Но впоследствии от такой идеи отказались, в том числе и по причине того, что без спонсорских вливаний представители российской интеллигенции финансировать первый канал лично бы не смогли. Примерно в то же время происходят серьёзные кадровые изменения в Дирекции информационных программ. Так, вскоре после закрытия программы Сергея Доренко с поста директора Дирекции информационных программ ОРТ была уволена Татьяна Кошкарёва, а вместо неё дирекцию возглавил бывший собкор ОРТ в США и заместитель председателя ВГТРК Сергей Горячёв. Ведущими дневных выпусков стали Игорь Гмыза и Ольга Кокорекина (перешла с РТР). Выпуск новостей в 18:00 был увеличен до 35 минут, программа стала называться «Вечерние новости», ведущими которой стали пришедшая с НТВ годом ранее Жанна Агалакова и Игорь Выхухолев.

### 2000—2005. Ребрендинг
В сентябре и октябре 2000 года на канале произошла «большая революция», то есть кардинальное изменение сетки вещания. ОРТ переживало творческий кризис, из-за чего пришлось закрыть 12 программ, в том числе ток-шоу «Тема» и «Мы и время», юмористические программы «Маски-шоу», «Каламбур», «Джентльмен-шоу» и «Планета КВН», телеигры «Детектив-шоу» и «Угадай и компания». 1 октября 2000 года телеканал кардинально сменил логотип и оформление (при этом в печатных изданиях логотип сменился со старого на актуальный только в конце месяца, а сам актуальный логотип впервые был представлен в сентябре того же года в анонсах нового сезона канала).
Главный художник ОРТ («Первого канала») Дмитрий Ликин вспоминал о тогдашнем ребрендинге следующим образом:

Мы решили, что время криков прошло. Ну, это как раньше у «новых русских» была мода одеваться от Армани, а потом от этого стали уходить. Все последние годы главным словом в оформлении ОРТ был пафос. Сейчас мы перестали самоутверждаться, что-то выкрикивать, вообще убрали весь этот варварски грубый стиль (пускай и нравившийся телезрителям). Раньше было Общественное российское телевидение, теперь просто Первый канал. Раньше было что-то «главное о старом», а теперь абсолютно новая эстетика. Мы полностью отказались от компьютерной графики, пытаемся снимать оформление, как живое кино. Забавно, но сейчас мы вычищаем всё то, чем раньше гордились. Теперь вместо голубей в заставках парит стеклянная установка — «магическое зеркало реальности». Для того чтобы заставить здоровенную штуковину «парить», понадобился специальный кран и тросы. Одна из заставок снималась в аэропорту «Домодедово» — как раз когда приземлился очередной рейс. Толпа, увидев надвигающееся зеркальное сооружение, чуть было не повернула назад в самолёт.

Для нового оформления были выбраны три основных цвета: белый, голубой и синий. Его разработка проведена силами студии «ОРТ-Дизайн» и завершена в марте 2000 года (предыдущее было разработано студией Novocom в 1996 году). Для межпрограммных заставок канала «Магическое зеркало реальности», которые использовались в эфире до конца 2002 года, действительно была изготовлена точная копия «единицы» высотой 4,5 метра. Изначально в эфир выходили лишь несколько заставок, основная их часть транслировалась с весны 2001 до конца 2002 года. Были выпущены 43 таких заставки: 10 демонстрировались в 2000—2001 годах, остальные 33 — в 2001—2002 годах.
22 октября 2000 года была закрыта программа «Время. Воскресный выпуск». До 2003 года на первой кнопке не было собственных воскресных аналитических программ, а вместо них выходило выполняющее функции итоговой программы аналитическое ток-шоу «Времена», ведущими которого стали Владимир Познер и Жанна Агалакова. Спустя месяц на ОРТ вернулась телеигра «Что? Где? Когда?».
В том же году телеканал первым в России провёл эксперимент с вертикальным программированием телесериалов в прайм-тайме по схожести с вертикальным программированием сериалов в Америке, когда за каждым телесериалом был закреплён строго один день недели: по понедельникам выходил триллер «Чёрная комната», по вторникам — детектив «Убойная сила», по средам — мелодрама «Остановка по требованию», по четвергам — исторический сериал «Империя под ударом», в результате данная система показа не принесла высоких рейтингов.
Кроме того, в сезоне 2000—2001 годов в рамках полного обновления эфира на ОРТ появилось большое количество новых программ, среди них — перешедшая с НТВ телеигра «Кто хочет стать миллионером?» (там она выходила под названием «О, счастливчик!»), ведущим которой стал молодой пародист Максим Галкин. Большую роль в формировании рейтинга канала, помимо развлекательных проектов, также играла линейка публицистических и документальных передач, таких, как «Кремль-9», «Человек и закон», «Документальный детектив» и др.
В январе 2001 года 49 % акций канала, ранее принадлежавшие Борису Березовскому, перешли к структурам Романа Абрамовича, а совет директоров стал почти полностью состоять из представителей государства (или близких к нему людей). Кроме этого, с 24 сентября 2001 года ежедневное вещание ОРТ, а затем «Первого канала» стало открываться в 5:55 (с 2005 года — в 4:55) с заставки государственного гимна России, во время которой показываются утренние пейзажи Красной площади (до этого вещание канала начиналось с часов и основной заставки, «Патриотическая песня» Михаила Глинки на фоне флага или Кремля появлялась только на государственные праздники).
В течение года из сетки вещания ОРТ исчезли такие телепрограммы, как «Утренняя почта», «Спокойной ночи, малыши!», «Взгляд», «Здесь и сейчас», «Седьмое чувство», «Зов джунглей», «До 16 и старше», «Женские истории» и «Процесс». Первые две передачи перешли на конкурирующий с ОРТ канал РТР (позже — «Россия»). «Взгляд» и «Здесь и сейчас» были закрыты из-за назначения Александра Любимова первым заместителем генерального директора телеканала (он пробыл на этой должности до весны 2003 года). «До 16 и старше» было закрыто из-за того, что передача стала отставать по рейтинговым показателям от молодёжных программ на других каналах, «Зов джунглей» — по причине невозможности обновления формата, а «Женские истории» и «Процесс» — в связи с уходом их ведущих с ОРТ на НТВ и ТВ-6. После смерти Владимира Ворошилова телеигру «Что? Где? Когда?» стал вести его пасынок Борис Крюк.
Телесезон 2001—2002 годов телеканал начал раньше других. В этот период были запущены проекты «Последний герой» (одно из первых реалити-шоу на российском телевидении), «Ночная смена» (программа перешедшей с НТВ команды «Антропологии» Дмитрия Диброва), «Большая стирка» (первое ток-шоу Андрея Малахова), «Слабое звено», «Независимое расследование» с Николаем Николаевым (ранее выходила на НТВ), «Сами с усами», «Другое время» и др. На телеканал возвращается Арина Шарапова, в перерыве работавшая на НТВ и ТВ-6. Изменена вечерняя сетка вещания, в которой были закреплены несколько постоянных линеек: 17:00 — ток-шоу, 18:25 — авторские программы (юмористические и документально-публицистические форматы), 19:00 — бразильский сериал, 20:00 — телеигра, 21:30 — российский сериал, 22:30 — документальные фильмы и программы. С 24 сентября 2001 года вместо ночного выпуска новостей стала выходить информационно-аналитическая программа «Ночное время», ведущими которой стали бывший корреспондент канала Андрей Батурин и Жанна Агалакова. По итогам 2001 года рейтинги передач ОРТ стремительно выросли.
В то же время канал наравне с РТР, НТВ и ТВ-6/ТВС активно освещал такие общенациональные и мировые кризисы, как катастрофа и подъём АПЛ «Курск» (август 2000—октябрь 2001), 11 сентября 2001 года, война в Афганистане, террористический акт на Дубровке (23—26 октября 2002 года), война в Ираке, теракт на пивном рок-фестивале «Крылья» (5 июля 2003), теракты в метро (февраль, август 2004), террористический акт в Беслане (1—3 сентября 2004 года). При этом специальные выпуски новостей об этих событиях на ОРТ почти всегда начинались со значительным опозданием в сравнении с основными конкурентами, что нередко становилось поводом для критики информационной редакции телеканала со стороны журналистов печатных и сетевых изданий; по следам террористического акта в Беслане отдельным поводом для критики канала послужило то обстоятельство, что он не предоставил прямой эфир своим главным общественно-политическим форматам, поскольку они тогда всё ещё находились в летнем отпуске, а их первый выход в эфир в сентябре был обговорён с руководством ещё летом.
В октябре 2001 года с ОРТ уходит продюсер его просветительских, развлекательных и художественных программ и по совместительству — директор телеканала «Доброе утро» Сергей Шумаков, запустивший ранее такие программы, как «Кто хочет стать миллионером?» и «Большая стирка», впоследствии став главным продюсером НТВ. В декабре 2001 года, после трагической гибели директора дирекции детских и развлекательных программ ОРТ Сергея Супонева, эту должность занял Валдис Пельш. Количество детских программ при этом после 2002 года было сокращено по причине того, что на канале так и не удалось найти нового человека, равносильного погибшему Супоневу, а к 2005 году все телепроекты, созданные при Супоневе, были закрыты (сохранился только «Дисней-клуб» — блок мультсериалов). Но в то же время появились новые развлекательные программы, такие как «Русская рулетка», «Народ против», «Шутка за шуткой» и многие другие.
25 июня 2002 года в Белоруссии ОРТ прекратило своё вещание и было заменено на ОНТ, при этом большинство программ «Первого канала» продолжают транслироваться на этом телеканале.
29 июля 2002 года на годовом собрании акционеров ОРТ было принято решение о переименовании телекомпании. 2 сентября 2002 года телекомпания поменяла своё название и стала называться ОАО (с 22 декабря 2016 года — АО) «Первый канал», международное отделение — ЗАО (с 12 января 2017 года — АО) «Первый канал. Всемирная Сеть», компания по производству видеокассет, впоследствии DVD-дисков — «Первая видеокомпания», а сайт — www.1tv.ru. Причины переименования — смена лица, закрытие многих программ, много лет выходивших на ОРТ, а также несоответствие правового статуса телеканала понятию общественного телевидения. По другой версии, переименование произошло в связи с тем, что по мнению руководства канала, название «Первый канал» звучит более значимо, чем аббревиатура из трёх букв.
В сентябре 2002 года на «Первом» планировался запуск региональных блоков новостей. На конкурсе «ТЭФИ-Регион» в Екатеринбурге генеральный директор «Первого канала» Константин Эрнст заявил, что в ближайших планах канала — изменение сетки вещания. По задумке, после программы «Время» в эфир должны были включаться местные студии и передавать на свой регион. Однако, «Первый» так и не реализовал свой проект.

Мы идём в регионы и будем делать региональные выпуски, чтобы нас больше смотрели жители в регионах. Чтобы мы по всей стране были более конкурентоспособны, чем наши товарищи с других каналов.

Концепция вещания осталась прежней — ставка была сделана на массового зрителя и преимущественно на развлекательное вещание, с успехом прошли запущенные телеканалом проекты «Фабрика звёзд» (в сезоне 2002—2003 годов вышло два сезона этого проекта) и «Последний герой». Программа «Времена» же немного изменила формат и стала выходить в эфир в 18:00 вместо 22:30, изменения в формате произошли и в программе «Ночная смена», которая стала выходить под новым названием «Апология». На канал переходят некоторые другие звёзды старого НТВ, среди них Пётр Марченко, Николай Фоменко, Павел Любимцев и Михаил Ширвиндт. Заместителем генерального директора «Первого канала» по общественно-политическому вещанию был назначен Олег Вольнов. Одновременно был запущен ночной канал публицистических и документальных передач «Новый день», выходивший в дневном и ночном эфире до 2005 года. В то же время телеканал часто критиковался за достаточно слабую информационно-аналитическую составляющую вещания, так как основное внимание в его программной сетке было по-прежнему уделено развлекательным телепередачам, в том числе и имевшим успех в предыдущих сезонах, а также ток-шоу, что наблюдалось в течение всего периода с начала 2000-х по середину 2010-х годов.
В том же году «Первый канал» вместе с ДТВ, Rambler Телесеть, телекомпаниями ВИD и АТВ участвовал в конкурсе на частоту телеканала «Дарьял ТВ» с концепцией своего телеканала. Частота была выставлена на конкурс по причине демонстрации рекламы спиртных напитков и невыхода в эфир на ряде частот, указанных в лицензии.
1 января 2003 года в странах Балтии «Первый канал», с 1998 по 2000 год вещавший под логотипом «ОРТ-БАЛТ», а с 2000 по 2002 год — под логотипом «ОРТ-ТЕМ», был заменён на «Первый Балтийский Канал».
В преддверии парламентских выборов 2003 года было запущено авторское ток-шоу перешедшей с ТВС Светланы Сорокиной «Основной инстинкт», программа Михаила Леонтьева «Театр кукол» и итоговая информационно-аналитическая программа в лице воскресного выпуска программы «Время», его ведущими стали Пётр Марченко и Андрей Батурин.
С 24 марта 2003 года, в целях «более полного и подробного информирования российских зрителей о последних событиях в Ираке» «Первый канал» перешёл на круглосуточное вещание, выпуски новостей выходили каждый час. Были задействованы все основные ведущие новостей: Екатерина Андреева, Кирилл Клеймёнов, Пётр Марченко, Андрей Батурин, Ольга Кокорекина, Жанна Агалакова, Евгений Агошков, а также Владимир Познер и Светлана Сорокина. В первые 2 дня военных действий из сетки вещания были исключены все программы, фильмы и сериалы, кроме выпусков новостей и рекламы, затем информация из Ирака стала подаваться в 15-20-минутных информационных блоках. В середине весны круглосуточное вещание было отменено, это связывалось с необходимостью модернизации передающей сети телеканала. С 1 октября 2003 года (по сетке — с 30 сентября 2003 года) было запущено круглосуточное вещание на постоянной основе. Незадолго до этого программа Дмитрия Диброва «Апология» была закрыта по желанию ведущего. Как следствие, ночное вещание стали формировать, в основном, зарубежные художественные фильмы, чей показ по будням осуществлялся до осени 2014 года, а также повторы передач недавнего прошлого. На начальном периоде круглосуточной работы в октябре 2003 года её география вещания была ограничена Москвой и Подмосковьем, поэтому до конца этого месяца телеканал продолжал уходить на перерыв с 3:00 до 5:55 по ночам с понедельника на вторник. В период с ноября 2003 по январь 2004 года вещание в объёме 24 часов в сутки было начато и в остальных регионах России. Несмотря на это, в Москве и Московской области сохраняется официальный еженедельный технический перерыв в ночь с понедельника на вторник с 1:45 до 6:00. С июля 2005 по октябрь 2010 года и с июля 2015 по октябрь 2019 года в дни проведения эфирных профилактических работ на канале вещание начиналось в 11:45 (во второй период — в 11:50, с 2018 года — в 12:00) с передачи «Ералаш» (с 2018 года — программы новостей в 12:00). Кроме этого, перерыв в вещании «Первого канала» на немосковских дублях оставался вплоть до их отмены на рубеже 2011—2019 годов, последними из которых стали дубли +8 и +9.
Летом-осенью 2003 года, вслед за Светланой Сорокиной, на телеканал перешла группа журналистов, ранее работавшая в команде Евгения Киселёва (НТВ, ТВ-6, ТВС) — среди них были Борис Берман, Ильдар Жандарёв, Сергей Бабаев, Владимир Ленский, Алим Юсупов, Максим Борисов, Виктор Дятликович (хотя обе уже работали на «первой кнопке» в Дирекции информационных программ в 1998—2000 годах и 1997—2001 годах соответственно, они вернулись в 2003 году после закрытия ТВС, через несколько лет перешли на канал «Россия»), Сергей Урсуляк, Мария Шахова. Помимо персоналий, в наследство от ТВС «Первому каналу» досталось несколько передач, которые делались для него сторонними производителями — «Пёстрая лента», «Криминальная Россия», «Дачники», «Любовные истории», «Вне закона» и «Интересное кино». Показывались не только уже вышедшие на ТВС выпуски, но и те, что телеканал не успел выдать в эфир ввиду закрытия. С начала 2004 года в эфир стали выходить свежие выпуски, сделанные уже по заказу ОАО «Первый канал», а не ЗАО «Шестой телеканал». Все эти передачи были закрыты на рубеже 2004—2007 годов по разным причинам.
Тем не менее, на протяжении 2003 года телеканал лишился нескольких публицистических и просветительских передач. По собственному желанию телеканал покинули Николай Николаев и Виталий Вульф со своими передачами «Независимое расследование» (перешла на ТВС незадолго до его закрытия) и «Серебряный шар» (перешла на «Россию»), а программы «Чтобы помнили» и «Клуб путешественников» (последняя выходила на «первой кнопке» с 1960 года) было решено закрыть в связи с кончиной их ведущих — Леонида Филатова и Юрия Сенкевича. Из Дирекции спортивного вещания был уволен комментатор Владимир Перетурин. С сентября 2003 года также окончательно исчезла линейка телеигр, выходивших 2 сезона в 20:00 — вместо неё со вторника по четверг (понедельник отдали программе «Жди меня», пятница осталась за «Полем чудес») в 20:00 стали выходить российские телесериалы, как премьерные («Убойная сила», «Моя граница»), так и повторы тех, что уже успешно прошли на других телеканалах России («Нина. Расплата за любовь», «Чёрный ворон» по книге Дмитрия Вересова, сериалы по книгам Дарьи Донцовой). Вещание ток-шоу Светланы Сорокиной «Основной инстинкт» сократилось до одного раза в неделю в пятницу вечером, что сказалось на его качестве.
В сезоне 2003—2004 годов на «Первом канале» произошёл переход на частичное стереовещание. Канал становится самым прибыльным среди всех существовавших тогда российских. Изначально стереовещание на «Первом канале» начиналось с показа отдельных передач и фильмов. В 2003—2008 годах в левом нижнем углу экрана появлялся логотип стереозвучания в виде двух перекрещённых квадратов — опознавательный знак для передач в формате стерео. Он отображался на развлекательных и музыкальных передачах, а также на некоторых фильмах, сериалах, прямых спортивных и общественно значимых трансляциях, концертах. В конце 2003 года в эфире «Первого канала» с успехом прошёл телесериал «Участок», который позволил собрать у экранов большое количество не только любителей сериалов, но и людей, прохладно относящихся к ним. Кроме этого, после 4 лет отсутствия в эфире вновь появилась музыкальная телеигра «Угадай мелодию». Также, по итогам сезона, Константином Эрнстом были отмечены проект «Розыгрыш» и продолжение «Фабрики звёзд».
В начале 2004 года с «Первого канала» уходит Евгений Петросян со своими передачами «Смехопанорама» и «Кривое зеркало» (хотя обе передачи после закрытия некоторое время продолжали показываться «Первым» в виде повторов и нарезок, что вызывало негативную реакцию со стороны автора), затем то же самое делает и Дмитрий Дибров, в 2001—2004 годах возглавлявший Дирекцию ночного вещания. Оба перешли работать на канал «Россия». Был прекращён показ музыкальных фестивалей, организатором которых выступает Игорь Крутой — «Песня года» и «Новая волна». С осени 2004 года они были заменены на проводившиеся под патронажем «Первого канала» «Новые песни о главном» и «Пять звёзд» соответственно, спустя несколько лет прекратившие существование. Крутой в течение некоторого времени сотрудничал с НТВ и принадлежавшим ему Муз-ТВ, но с 2006 года также стал сотрудничать с «Россией».
В июне 2004 года была закрыта последняя регулярная спортивная программа канала «На футболе с Виктором Гусевым» — её существование в эфире общедоступного телеканала утратило актуальность в связи с усилением позиций спутникового оператора «НТВ-Плюс» и спортивного вещания ВГТРК, запустившей канал «Спорт». После этого штат Дирекции спортивного вещания был сильно сокращён (были уволены почти все её корреспонденты и отработавшие ещё со времён ЦТ СССР телережиссёры Ян Садеков и Раиса Панина, после чего в штатном расписании канала остались только Виктор Гусев, Константин Выборнов, Владимир Топильский, Евгений Кузнецов, Александр Лидогостер и Василий Конов), и она стала заниматься исключительно трансляциями с Олимпийских игр и футбольных чемпионатов мира и Европы, иногда — трансляциями хоккея, бокса или биатлона. Ряд комментаторов и специалистов стал работать по договорам. В начале 2005 года телеканал выкупил права на трансляцию одного центрального матча в неделю Российской футбольной премьер-лиги и продлил эксклюзивные права на трансляцию всех матчей национальной футбольной сборной.
В ноябре 2004 года директором Дирекции информационных программ «Первого канала» был назначен Кирилл Клеймёнов. Заместителем руководителя ДИП назначен Алексей Бродский, работавший в программе «Доброе утро» и исполнительным директором Дирекции информационного вещания канала ТВС. После их прихода начинается реформа информационной службы. За первые месяцы их работы из 80 корреспондентов Дирекции информационных программ канала 40 были уволены; в разное время эфир покинули ведущие Пётр Марченко, Андрей Батурин, Игорь Выхухолев, Вячеслав Крискевич, Оксана Ростовцева и др., вместо них в эфире в разное время появились новые лица — Дмитрий Борисов, Юлия Панкратова, Максим Шарафутдинов, Валерия Кораблёва, Анатолий Лазарев, Виталий Елисеев и Наталья Семенихина. Всего же за 2004—2006 годы из ДИП ушло по разным причинам около 150 человек, пришло вместо них примерно столько же. В 2006 году число сотрудников дирекции информационных программ составляло цифру в примерно 700 человек.
В сезоне 2004—2005 годов, в год десятилетия со дня первого выхода в эфир, «Первый канал» сохранил первенство среди российских телеканалов по рейтингу, при этом в апреле-мае 2005 года несколько раз уступив лидерство главному конкуренту в лице телеканала «Россия», который запустил с января 2005 года в предпраймовое время линейку телесериалов. Это повлекло за собой негативные последствия для «Первого канала»: канал начал значительно уступать телеканалу «Россия» в вечернее время. Сложившееся положение на канале неоднократно и безуспешно пытались исправить разными способами: сначала — введением в таймслот 17:30 — 18:50 повторных или премьерных показов российских сериалов, затем — введением в сетку вещания сдвоенных серий цикла «Криминальная Россия» или разбитием на две части ток-шоу Андрея Малахова «Пять вечеров» (чуть ранее оно заменило собой в эфире исчерпавшую себя «Большую стирку»). Выпуск «Вечерних новостей» в 18:00 при этом сократился до рекордно низкого хронометража в 10 минут (ранее он мог достигать цифр от 20 до 30 минут). Вскоре на телеканале стали терять популярность бразильские теленовеллы, вследствие чего их трансляция была перенесена на дневное время, а утренний повтор был убран из сетки вещания. В августе-сентябре 2005 года предпраймовая сетка канала, сформированная несколькими телесезонами ранее, подвергнется серьёзным и более радикальным изменениям.

### 2005—2012. Развитие ток-шоу, документалистики и развлекательных форматов
С 28 августа 2005 года воскресный выпуск программы «Время» претерпел значительные изменения: был увеличен хронометраж с 45 минут до 50, а затем и до 1 часа, его ведущим стал Пётр Толстой, а название и заставка стали носить заголовок «Воскресное Время». С канала уходят Евгений Агошков, Светлана Сорокина, Николай Дроздов, творческие бригады проектов «В мире животных» и «Документальный детектив». Среди развлекательных программ телеканала были закрыты «Дог-шоу „Я и моя собака“», «Слабое звено» и «Угадай мелодию» снова во второй раз. Программа «Ночное Время» была заменена на «Ночные новости» без рубрик, а также с иным форматом и иной продолжительностью; вместо «Основного инстинкта» по четвергам поздно ночью стало выходить схожее по формату общественно-политическое шоу «Судите сами», ставшее дебютом в качестве телеведущего для Максима Шевченко. Из эфира исчез ночной канал документальных и познавательных фильмов «Новый день», вместо него в ночном блоке стали выходить отдельные документальные фильмы и передачи как собственного, так и стороннего производства, а также дискуссионные ток-шоу. Запущены новые проекты производства телекомпании Александра Левина «ТелеФормат» «Федеральный судья» и «Детективы». Отмечалась тенденция, что с сезона 2005/2006 годов телеканал стал больше ориентироваться на более возрастную аудиторию, в частности, пенсионеров.
В течение 2005 года на «Первый» приходят новые ведущие, впоследствии ставшие основными звёздами его эфира: Иван Ургант и Дмитрий Нагиев. Параллельно с ними на первую кнопку вернулся Александр Гордон (с НТВ).
Одновременно со всем этим, наметилась тенденция к увеличению в эфире «Первого канала» передач, выдержанных в духе жёлтой прессы. После многочисленных эфирных неудач ток-шоу Андрея Малахова «Пять вечеров» было переформатировано в более мрачное и скандальное «Пусть говорят». Документальные фильмы канала в линейке в 22:30 (до июля 2006 года — в 22:35), прежде посвящавшиеся общественным и социальным аномалиям, страницам истории России или малоизвестным фактам из биографий вождей, царей или генсеков, стали чаще поднимать «жёлтые» и бульварные темы — скандалы в простых семьях, криминал, разводы, пикантные подробности из жизни недавно умерших знаменитостей («Приворотная магия», «Дедовщина в школе», «Последние 24 часа», «Не хочу жениться», «Моя жестокая няня», «Вампиры среди нас»). При этом актуальные политические темы, в отличие от «России» или НТВ, документальные фильмы «Первого» в те годы не затрагивали, равно как и отдельных персоналий, негативно воспринимавшихся российскими властями (исключение — фильм Антона Верницкого «План „Кавказ“»).
В конце 2005 года телеканалом был сформирован пакет «Цифровое телесемейство „Первого канала“», объединяющий специализированные телеканалы «Дом кино», «Время», «Музыка», «Телекафе» и «Теленяня» (с 2010 года — «Карусель»).
В апреле 2006 года в утреннем эфире телеканала стартовало ток-шоу о нетрадиционной медицине «Малахов+Малахов», главная интрига которого заключалась изначально в том, что её вели 2 однофамильца — телеведущий Андрей Малахов и целитель Геннадий Малахов. Уже через месяц название программы сократили до «Малахов+», поскольку новой соведущей стала актриса Елена Проклова, а Андрей Малахов ушёл из программы из-за плотного графика. Весной-летом 2006 года в сетке вещания появляются психологические проекты «Доктор Курпатов» (был закрыт весной 2007 года) и «Понять. Простить»; параллельно с этим Мария Шахова, Борис Берман и Ильдар Жандарёв представили новые проекты, авторами идеи которых они являются — программу для дачников «Фазенда» и ток-шоу «На ночь глядя». Появилась программа неполитических новостей «Другие новости» с ведущими Сергеем Бабаевым и Марией Лемешевой. Все оставшиеся к тому времени в сетке вещания программы и мультфильмы для детей и подростков полностью ушли из регулярного будничного эфира и окончательно переместились в утренний эфир выходных дней.
В сезоне 2006—2007 годов на телеканале был прекращён показ бразильских теленовелл в связи с потерей их былой популярности у зрителей и перемещением внимания аудитории в сторону российского сериального продукта. Последней такой теленовеллой стал сериал «Талисман», чья трансляция завершилась 25 августа 2006 года. В период с сентября 2006 по апрель 2007 года в эфире телеканала появился ещё ряд развлекательных проектов, среди которых танцевальное шоу «Звёзды на льду» (позже — «Ледниковый период»), музыкальное шоу «Две звезды», шоу талантов «Минута славы», развлекательное шоу «Цирк со звёздами», спортивные шоу «Властелин горы» и «Король ринга», развлекательно-познавательный телепроект «Хочу знать», а также проект «Комеди клаб на Первом» и познавательная программа «Контрольная закупка». Многие проекты оказались успешными и имели продолжения в будущем. С успехом на канале также прошёл и сериал «Ленинград». Примерно в это же время из-за низких рейтингов из прайм-тайма канала окончательно исчезают повторы нарезок и сборников выступлений юмористов из труппы Евгения Петросяна (повторы программы Петросяна «Шутка за шуткой» продолжали идти в ночном эфире вплоть до 19 декабря 2010 года). По итогам 2007 года Константин Эрнст отметил из премьер канала «Ледниковый период», «Минуту славы», а также радикально обновлённую «Фабрику звёзд». Эти проекты также были отмечены в конце сезона 2006—2007 годов не только Эрнстом, но и руководителями других телеканалов.
В июле 2007 года по будням после выпуска «Новостей» в 9:00 вместо повторов российских сериалов и психологических программ (все они переехали в блок 12:20 — 15:00) стал выходить блок линейных ток-шоу. Изначально он состоял из двух программ — «Малахов+» и «Контрольная закупка», в конце месяца был дополнен передачей «Модный приговор».
В это же время «Первый канал» принял решение отказаться от активного сотрудничества с телекомпанией ВИD вследствие высокой стоимости её продукта, а также нежелания последней переходить на «потоковое» производство телепередач. В конечном итоге тогдашним председателем совета директоров телекомпании Ларисой Синельщиковой была создана группа компаний «Красный квадрат», которая с этого момента стала производить бо́льшую часть телепередач для «Первого канала». В новую компанию вслед за Синельщиковой ушло большинство сотрудников ВИD. После ухода с телеканала руководителя художественного и развлекательного вещания Сергея Кальварского программы, запущенные под его началом или же производившиеся его компанией «Сохо Продакшн», были закрыты или же переданы «Красному квадрату». В течение 2007—2008 годов телеканал покинули ведущие новостей Всеволод Нерознак, Татьяна Калинина, Андрей Батурин, Ольга Кокорекина и Пётр Марченко, работавший последние несколько лет карьеры на «Первом» как ведущий телеканала «Доброе утро».
В феврале-марте 2008 года на месте бывшей концертной студии «Останкино» был запущен новый информационный комплекс и осуществлён переход с аналогового на цифровое вещание. Дирекция информационных программ перестала использовать студийные кассеты, вместо них было принято решение перейти на компьютерный видеомонтаж. По итогам телесезона 2007—2008 годов был отмечен запуск новых юмористических шоу «Большая разница» и «Прожекторперисхилтон».
В июле 2008 года на «Первом канале» был запущен ночной блок под названием «Городские пижоны», целью которого являлось привлечение молодёжной аудитории, ушедшей в Интернет. В его рамках транслировались зарубежные документальные фильмы и телесериалы, среди которых — «7 поколений рок-н-ролла», «Мадонна. Я хочу открыть вам свои секреты», «Офис», «Грязные мокрые деньги», «Обмани меня», «Подпольная империя», «Шерлок», «Карточный домик», «Викинги», «Фарго» и др, а также записи музыкальных концертов известных исполнителей.
Сезон 2008—2009 годов начался с появления на «Первом канале» караоке-шоу «Можешь? Спой!» (дебют Дмитрия Шепелева на российском ТВ), шоу знакомств «Давай поженимся», закрытия программы Владимира Познера «Времена» и перехода Максима Галкина на канал «Россия». В конце 2008 года в эфире появилась ночная разговорная программа «Познер», а ведущим телеигры «Кто хочет стать миллионером?» вновь стал первый ведущий шоу (с 1999 по 2001 год) Дмитрий Дибров.
1 апреля 2010 года «Первому каналу» исполнилось 15 лет. Незадолго до этого, в феврале 2010 года, после нескольких лет регулярных изменений (минимум раз в полсезона, что началось ещё с января 2005 года) стабилизировалась сетка вещания первой половины прайм-тайма будних дней (18:20—21:00), состоявшая из серии криминального телесериала «След» и программ «Давай поженимся» и «Пусть говорят». Это позволило проектам, и до этого державшим стабильно высокие рейтинги, как увеличить показатели друг друга по отдельности, так и позиции «Первого канала» в таймслоте. Благодаря этому программному решению ток-шоу Андрея Малахова стало наиболее популярным проектом канала, показатели его выпусков держались на высоких отметках вне зависимости от того, какие темы обсуждались в студии: от проблем общегосударственного и социального характера до видеороликов из интернета или бенефисов поп-звёзд.
В сезоне 2010/2011 годов телеканал решил повторить эксперимент с вертикальным программированием сериалов, показывая раз в неделю боевик «Побег», комедию «Гаражи», мистический детектив «Голоса» и боевик «Банды», в результате снова проиграв по рейтингам. Среди других премьер сезона были ток-шоу «Жить здорово!» с Еленой Малышевой и «ЖКХ» с ведущей Еленой Прокловой, психологическая телеигра «Детектор лжи» с Андреем Малаховым, юмористическое шоу «Yesterday Live» с экс-участниками КВН. Но большая часть проектов канала не показала большого зрительского интереса и была закрыта уже после нескольких выпусков. К этой категории относятся телепроекты «Раньше всех», «Знакомство с родителями», «Брачные игры», «Какие наши годы!», «Приговор», «Свидетели» и «Шоу ни бе ни ме нехило». Также из утренней сетки вещания исчезло ток-шоу о нетрадиционной медицине «Малахов+», а его место в сетке вещания заняло ток-шоу «Жить здорово!».
В начале 2011 года «Национальная Медиа Группа» выкупила 25 % акций «Первого канала» у структур компании Millhouse Романа Абрамовича. С марта 2011 года из сетки вещания исчезли регулярные показы прямых трансляций чемпионата России по футболу, и с этого момента практически вся дневная сетка вещания канала по выходным стала наполняться продолжительными повторами, склейками и нарезками из собственных передач или концертов прошлых телесезонов или же повторами телесериалов недавнего прошлого единым блоком по 4 серии подряд. В то же время спустя 4 года стартовал новый сезон «Фабрики звёзд» под названием «Фабрика звёзд. Возвращение». Несмотря на название, данный сезон не являлся продолжением привычного проекта: между собой конкурировали не безызвестные претенденты, а сложившиеся исполнители — выпускники «Фабрики звёзд» разных лет.
1 июня 2011 года «Первый канал» первым из федеральных каналов России перешёл на формат вещания 16:9 (для цифрового и спутникового вещания), а также на 14:9 (для обычной антенны и кабельных аналоговых сетей).
В июле 2011 года ведущий передачи канала «Судите сами» Максим Шевченко объяснял действия норвежского террориста Андерса Брейвика его неонацистскими взглядами и радикальной симпатией к Израилю, после чего Российский еврейский конгресс направил письмо руководству «Первого канала» с призывом приостановить сотрудничество с Шевченко и убрать из ночного эфира выпуски его ток-шоу. В итоге телеканал фактически подчинился этому требованию: с осени 2011 года передача отсутствовала в сетке вещания. В сентябре 2011 года также был прекращён показ продолжительных криминальных телесериалов «След» и «Детективы» (вместо которых с 19 сентября по 30 декабря 2011 года транслировался телесериал «Участковый детектив»), которые стали выходить на «Пятом канале».
В конце августа 2011 года в преддверии парламентских выборов в эфире канала появилось общественно-политическое ток-шоу «Свобода и справедливость» Андрея Макарова, перешедшее из эфира РЕН ТВ, а выпуск «Вечерних новостей» был расширен с прежних 20 до 45-50 минут. Остальные премьеры канала сезона 2011—2012 годов, как и прежде, носили развлекательный характер: сериалы «Немного не в себе», «Товарищи полицейские», скетч-шоу Нонны Гришаевой «Нонна, давай!», танцевальное шоу «Болеро» и продолжение наиболее успешных проектов из прошлых сезонов. К президентской кампании 2012 года эфир канала пополнили ещё 2 политических ток-шоу, а именно — «Гражданин Гордон» Александра Гордона и «В контексте» Максима Шевченко, пришедшее на смену программе «Судите сами». После выборов трансляцию ток-шоу Макарова и Гордона переместили на половину первого ночи будних дней, а затем вместе с ток-шоу Шевченко и вовсе прекратили. В это же время рейтинговые неудачи запущенных телепроектов и сериалов, начавшиеся сезоном ранее, продолжились. В дневной и частично вечерней сетке вещания канала сезона 2011—2012 годов стали часто наблюдаться кратковременные снятия с трансляции многих премьерных передач и сериалов, интенсивные перекраивания сетки вещания на официальном сайте за 1-2 дня до эфира. Вместо исчезавших передач в программной сетке ненадолго возникали повторы сериалов или передач недавнего прошлого или же кратковременно возобновлённые передачи «Федеральный судья», «Криминальные хроники» и «Добрый день». Эта тенденция будет часто наблюдаться и в следующих сезонах.

### 2012—2014. Первый канал HD. Организация и вещание Олимпиады в Сочи
В течение 2012 года в эфире телеканала с успехом стартовали late-night шоу «Вечерний Ургант», а также вокальное шоу «Голос». Финальные выпуски «Голоса» выходили в прямом эфире «Первого канала» на всех часовых поясах. Оба проекта вызвали массовый интерес не только у старшей, но и у молодой аудитории. Помимо этого, были запущены последний на «Первом канале» сезон «Фабрики звёзд» (вышедший под названием «Фабрика звёзд. Россия — Украина» и представлявший собой соревнование участников российской и украинской версий проекта) и новое ток-шоу Андрея Малахова «Сегодня вечером».
В сентябре 2012 года была закрыта популярная программа «Прожекторперисхилтон», двое ведущих шоу (Сергей Светлаков и Гарик Мартиросян) стали эксклюзивными лицами телеканала ТНТ, а в октябре того же года было закрыто ток-шоу «ЖКХ». Кроме того, впервые за длительное время произошли изменения в программе «Воскресное Время». Вместо Петра Толстого, который вёл программу на протяжении семи лет с 2005 года, ведущей программы стала бывший корреспондент канала Ирада Зейналова. В декабре того же года на телеканал вернулся после двух лет перерыва Геннадий Малахов, который вместе с телеведущей Ангелиной Вовк стал вести своё новое ток-шоу «Доброго здоровьица!». В марте 2014 года вместо него стало выходить ток-шоу «Дело ваше», где Вовк стала одной из ведущих.
24 декабря 2012 года для жителей Европейской части России запущена версия «Первого канала» в формате HD.
16 декабря 2013 года в тестовом режиме, а 25 декабря в полноценном была запущена версия «Первого канала» в формате HD для жителей Сибири в часовой версии «+4».
С 2013 года «Первый канал», вслед за ВГТРК, вышел из состава Академии российского телевидения и, таким образом, прекратил выдвигать свои работы на телевизионный конкурс ТЭФИ «ввиду отсутствия основных конкурентов». Это событие, в свою очередь, стало поводом к созданию в ноябре того же года некоммерческого партнёрства «Комитет индустриальных премий» (одним из учредителем которого стал «Первый канал»), который с 2014 года стал организатором премии вместо Академии российского телевидения.
В первой половине 2013 года были возрождены такие проекты, как «Угадай мелодию» и «Форт Боярд». Стартовали новые форматы развлекательных и игровых шоу: «Куб», «Один в один». Результатами запуска этих телепроектов стали, прежде всего, увеличение рейтинговых показателей телеканала и сохранение его лидерства по итогам всего телесезона. По разным причинам были закрыты другие вечерние юмористические шоу, стартовавшие в 2008—2010 годах: «Большая разница», «Yesterday Live» и «Мульт личности». С марта по август 2013 года выходило ток-шоу «Я подаю на развод» с Оксаной Пушкиной (в 1997—1999 годах на этом канале вела программу «Женские истории»). Телеканал покидает ведущая «Вечерних новостей» Юлия Панкратова. Другая попытка возвращения к традициям вещания 1990-х — 2000-х годов (от июня 2013 года) в лице запуска в дневном эфире канала латиноамериканского телесериала «Проспект Бразилии» рейтинговым успехом не увенчалась. Сериал постоянно перемещался по сетке вещания в блоке 15:20—18:00, после чего в начале августа 2013 года его показ был прерван на 50 серии ввиду малого зрительского интереса.
В телесезоне 2013—2014 годов телеканал представил такие программы, как ток-шоу «Наедине со всеми», ведущей которого стала актриса Юлия Меньшова (в 1995—2001 годах — ведущая и продюсер передачи «Я сама» на телеканале ТВ-6), «Голос. Дети» — детский аналог популярного музыкального конкурса, документальный сериал «Домработница» (временно заменил программу «Понять. Простить») и шоу перевоплощений «Точь-в-точь», похожее по концепции с перешедшей на «Россию-1» программой «Один в один!» (причём изначально обе программы выходили по воскресеньям практически одновременно).
С 7 по 23 февраля 2014 года, в связи с проведением в Сочи Зимних Олимпийских игр, телеканал временно изменил сетку вещания и логотип (к нему было добавлено изображение анимированного олимпийского факела) и вещал под слоганом «Первый олимпийский». В рамках масштабного освещения этого спортивного события «Первый канал» на 2,5 недели перевёл в Сочи производство почти всех своих ключевых проектов — «Новости», «Время», «Пусть говорят», «Доброе утро» и «Вечерний Ургант». Впервые с советского времени бо́льшая часть сетки вещания «Первого канала» во время Олимпиады была занята прямыми трансляциями соревнований, дневниками и передачами по тематике.
Также, с 7 февраля 2014 года определённые проекты на HD-версии канала транслируются с многоканальным звуком Dolby Digital 5.1. С 26 августа 2014 года выпуски программ «Новости» и «Время» на «Первом канале HD» стали выходить непосредственно в качестве HD вместо SD. Полное переоборудование Дирекции информационных программ завершено в декабре 2014 года.
7 марта 2014 года «Первый канал» вернулся в аналоговый эфир Крыма и Севастополя, заменив собой отключённый украинский телеканал 1+1, а в апреле того же года каналу отошли аналоговые частоты телеканала «Интер». В феврале 2015 года U.A. Inter Media Group выкупила у «Первого канала» долю акций телеканала «Интер».

### 2014—2020. Расширение информационно-политического вещания
В свете Евромайдана, аннексии Крыма Российской Федерацией и начала войны на востоке Украины весной-осенью 2014 года было расширено время для информационных программ и общественно-политических ток-шоу. В эфире появляются передачи «Время покажет», «Мужское / Женское», «Структура момента» и «Толстой. Воскресенье». В межпрограммном пространстве начинают выходить «Новости часа», представляющие собой короткий обзор ключевых событий за прошедший час с голосом корреспондента за кадром. По некоторым сведениям, расширение политического вещания на канале было непосредственно связано с претензиями Кремля относительно малого количества политики в его эфире и с более высокими рейтингами подобного рода передач на «России-1» и НТВ («Поединок» и «Новые русские сенсации» соответственно).
После Олимпийских игр в Сочи финансовое положение телеканала стало постепенно ухудшаться, в частности, в течение весны 2014 года из-за недофинансирования было прекращено производство ряда второстепенных телепродуктов. В их числе «Другие новости» (к концу своего существования включавшие в себя преимущественно сюжеты о ситуации на Украине, тем самым мало чем отличаясь от обычных выпусков новостей), «Дело ваше», «Истина где-то рядом» и «Понять. Простить», которые были сначала заменены на повтор прошлого выпуска программы «Сегодня вечером» (по понедельникам) и повтор двух серий вечерних сериалов (со вторника по пятницу), а впоследствии данный таймслот был занят программой «Время покажет». Также был окончательно закрыт единственный оставшийся проект Сергея Супонева — «Дисней-клуб», вместо которого вплоть до 24 февраля 2019 года транслировались исключительно российские мультсериалы («Смешарики. Новые приключения», «Смешарики. Пин-Код», «Смешарики. Спорт»).
9 сентября 2014 года на Украине было запрещено вещание 15 российских каналов, в том числе «Первого канала», по решению Нацсовета Украины.
В мае 2015 года генеральный директор канала Константин Эрнст предупредил зрителей в интервью о падении качества сетки вещания «Первого» и транслируемых на канале передач в связи с неблагоприятной финансовой обстановкой. В частности, это воплотилось в заметном сокращении трансляции зарубежного кинопоказа: с осени 2014 года на регулярной основе, а с 5 июля 2018 года окончательно был прекращён показ фильмов в ночном вещании будних дней (с понедельника по четверг). С осени 2019 года содержание данного контента было сокращено и в выходные дни (до одного документального или художественного фильма). Их места заняли повторы передач телеканала, прошедших либо в тот же день (в ночном вещании с понедельника по четверг), либо в недавнем прошлом (выходят в эфир с пятницы по воскресенье ночью). Из-за этого, блок «Городские пижоны», который транслировался на протяжении 10 лет, прекратил своё существование. Несмотря на уменьшение количества документального и зарубежного кино на телеканале, его содержание стало более качественным: чаще стали проходить показы эксклюзивных документальных фильмов на тему советской и российской культуры, а также о художниках-авангардистах, рок-исполнителях и крупных режиссёрах мира. С 29 сентября 2014 года также был окончательно прекращён показ премьерных многосерийных фильмов в дневное время (последним таким фильмом стал «Верь мне», шедший в 16:00), а с 10 марта 2016 года были прекращены и дневные повторы сериалов, шедших в вечернее время (последний повтор состоялся у сериала «Тальянка» в 12:15).
Запускаемые в период сложной экономической обстановки новые программы чаще оказывались неудачными: так, через две недели после интервью Эрнста о финансовом положении «Первого канала» в его эфире были запущены два телепроекта — «Парк» и «Мистер и миссис СМИ», вызывавшие критические отзывы со стороны многих телевизионных обозревателей. В первом случае претензии сводились к непродуманности концепции шоу, имитации прямого эфира и большому количеству лиц, так или иначе связанных с телеканалом-вещателем. Во втором случае обилие критических рецензий было связано с неумением подавать новости с юмором, а также с противоречивой личностью Марата Башарова.
18 февраля 2015 года «Первый канал» запустил онлайн-кинотеатр «Кино1ТВ» для просмотра сериалов и фильмов канала на платной основе. В апреле этого же года на телеканал перешли бывшие ведущие программы «Сегодня» на НТВ Елена Винник и Андрей Ухарев (уже работавший на «Первом канале» в 2002—2006 годах). Винник стала ведущей «Вечерних новостей», Ухарев стал их шеф-редактором, а после ухода из программы Дмитрия Борисова — вторым ведущим.
В апреле 2015 года, в честь 20-летия Первого канала, а также в январе 2016 года на телеканале «Время» демонстрировалась программы из его архива.
В сентябре 2015 года канал был включён в санкционный список Украины. Санкции предусматривали блокировку активов и приостановление выполнения экономических и финансовых обязательств со стороны Украины.
В этом же месяце на телеканал вернулся Максим Галкин. Изначально он появился в качестве участника третьего сезона шоу «Точь-в-точь», спустя год стал ведущим развлекательной программы «МаксимМаксим» (была закрыта в начале 2017 года), конкурса талантливых детей «Лучше всех!» и нескольких других проектов.
Во второй половине октября 2015 года телеканал в третий раз провёл эксперимент с вертикальным программированием сериалов, показав в воскресном вечернем эфире три сериала продюсера Александра Цекало — психологический триллер «Метод», детектив «Клим» и эротический триллер «Саранча». «Метод» стал самым успешным сериалом, вышедшим в еженедельном режиме: каждую серию в среднем смотрели 5,5 миллионов человек (рейтинг — 7,9 %; доля — 25,1 %), в то время как «Клим» (рейтинг — 2,3 %; доля — 9,6 %) и «Саранча» (рейтинг — 1,7 %; доля — 8,2 %) пользовались меньшей популярностью.
Летом-осенью 2016 года телеканал покинули Пётр Толстой (стал депутатом Государственной думы) и Ирада Зейналова (перешла на телеканал НТВ). Место Зейналовой в передаче «Воскресное Время» занял главный редактор журнала «Эксперт» и бывший ведущий передачи «Структура момента» Валерий Фадеев. Петра Толстого в ток-шоу «Время покажет» сменил шеф-редактор и руководитель программ Владимира Познера Артём Шейнин, позже — и Анатолий Кузичев, уже работавший на «Первом канале» в 2002—2003 годах и вернувшийся в 2016 году. Второе ток-шоу Толстого — «Политика», выходившее с 2013 года по средам ночью, было закрыто.
С начала телесезона 2016—2017 годов «Первый канал» стал уступать первое место в рейтинге ближайшему конкуренту, телеканалу «Россия-1». В связи с этим телеканал предпринимал спорные попытки по восстановлению утраченного лидерства посредством удаления из сетки вещания некоторых низкорейтинговых проектов. Сначала «Первый канал» оборвал показ второго сезона сериала «Обратная сторона Луны», показав только 8 серий из 16 (изначально канал планировал сам возобновить показ в другое время, но впоследствии права на показ были переданы развлекательному телеканалу «Пятница!», где сериал прошёл успешно). Затем канал отказался от показа хоккейного «Кубка Первого канала» 2016 года, показав в эфире только стартовый матч между сборными России и Швеции 15 декабря. Из-за низких рейтинговых показателей трансляции права на прямую трансляцию всех остальных игр года были бесплатно переданы телеканалу «Матч ТВ», на котором 16 и 18 декабря они и были показаны. В начале 2017 года после показа четырёх выпусков из шести канал прервал показ нового сезона скетчкома «Одна за всех», ранее выходившего на канале «Домашний», и вместо запланированных на 5 января серий без объяснения причин поставил в сетку фильм «Снежный ангел».
22 декабря 2016 года завершено преобразование ОАО «Первый канал» в АО «Первый канал».
В январе 2017 года «Первый канал» впервые за несколько лет изменил сетку вещания в вечернем блоке 18:00—20:00, запустив политическое шоу «Первая студия» с Артёмом Шейниным. Однако программа смогла продержаться в эфире лишь до конца телесезона 2016—2017 годов: причиной закрытия стали как падающие рейтинги ток-шоу, так и общее недовольство получившимся продуктом, заключавшееся в непопадании «Первой студии» в повестку дня и в необоснованном перекосе в сторону освещения событий на Украине. В марте этого же года был возобновлён выход в эфир юмористических программ «Прожекторперисхилтон» и «Вокруг смеха». Ежедневная сетка вещания телеканала по будням вследствие расширения времени политических ток-шоу стала на 35 % по своей жанровой структуре и почти на 40 % по хронометражу состоять из подобных разговорных программ.
В мае 2017 года на телеканал вернулась Наталья Никонова (в 2003—2009 годах — руководитель Студии спецпроектов), перешедшая с «России-1». Изначально она занимала должность заместителя директора Дирекции музыкального и развлекательного вещания, а затем была назначена руководителем вновь открытой Дирекции спецпроектов. 29 мая 2017 года в штатном расписании «Первого канала» впервые появилась должность заместителя генерального директора по взаимодействию с органами государственной власти, на которую был назначен Денис Молчанов, ранее занимавший посты главы департамента культуры и образования и заместителя руководителя главы аппарата правительства РФ. Примерно в это же время канал получает права на демонстрацию в своём эфире фильма Оливера Стоуна «Интервью с Путиным», чей показ прошёл в эфире с 19 по 22 июня 2017 года в 21:30.
Летом 2017 года на канале возобновился отток кадров, начатый годом ранее с Толстого и Зейналовой. За 3 летних месяца «Первый канал» покинули сразу три ведущих, проработавших на нём долгие годы — Андрей Малахов (перешёл на «Россию-1»), Александр Олешко (перешёл на НТВ) и Тимур Кизяков (перешёл на «Россию-1»). В это же время в вечернем прайм-тайме «Первого канала» появилось ток-шоу «На самом деле» с ведущим Дмитрием Шепелевым, который годом ранее был уволен с канала. Ушедшего Андрея Малахова в программе «Пусть говорят» заменил ведущий новостей телеканала Дмитрий Борисов. Оба проекта стали продюсироваться Натальей Никоновой. Телекритиками был отмечен тот факт, что в данных ток-шоу внимание стало акцентироваться уже не столько на семейные и бытовые проблемы, сколько на актуальные политические темы (среди героев для обсуждения были Михаил Саакашвили, Мария Максакова, Ирина Бережная и другие). Вместо программы «Пока все дома» в её же таймслоте стала выходить программа-интервью «Честное слово» с Юрием Николаевым, которая, в свою очередь, в январе 2018 года была заменена на аналогичный проект «В гости по утрам» с Марией Шукшиной, а в июне 2018 года — возобновлена.
В августе 2017 года программа «Наедине со всеми» была закрыта по инициативе её ведущей, но при этом Юлия Меньшова решила продолжить работу на «Первом канале» уже над другими телепроектами, в частности — над оставшимся от Малахова на канале ток-шоу «Сегодня вечером» (до 2020 года). Спустя месяц телеканал не продлил контракт на производство программы о поиске родных и близких людей «Жди меня», выходившей с 1999 года (перешла на НТВ). Через некоторое время в эфир также перестал выходить юмористический журнал «Вокруг смеха», продержавшийся в эфире лишь пять месяцев с момента возобновления. Программа о дачной жизни «Фазенда», транслировавшаяся в течение 11 лет (перешла на телеканал «Мир» под названием «ФазендаЛайф»), была закрыта и заменена сначала на кулинарное шоу «Моя мама готовит лучше», а затем на аналогичный по концепции «Фазенды» проект Марии Шаховой — «Дорогая переДача», закрывшийся после выхода пяти выпусков.
В ноябре 2017 года после показа четырёх серий из двенадцати был снят с эфира исторический сериал об Октябрьской революции «Крылья Империи» по причине низких рейтингов (впоследствии показ был возобновлён в июле 2019 года), в то время как другой телефильм «Первого канала», посвящённый столетию большевистского переворота, — «Троцкий» — был показан полностью и обогнал по рейтингам шедший в том же таймслоте ещё один сериал на революционную тематику «Демон революции» на «России-1». После полутора недель трансляции с эфира было снято ток-шоу «Бабий бунт» с участием Ольги Бузовой, вызывавшее критические оценки со стороны многих зрителей. В это же время, в связи с почти полным изменением руководящего состава спортивной редакции впервые с начала-середины 2000-х годов было расширено время для эксклюзивных прямых трансляций; среди прочего, впервые по неспециализированному центральному каналу был показан матч испанской Примеры между «Барселоной» и «Реалом», также известный как «Эль Классико». Все комментаторы и корреспонденты из старого трудового коллектива спортивной дирекции, пришедшие ещё в 1990-е годы, кроме Виктора Гусева, в декабре 2017 года в количестве более 10 человек также были уволены, их места заняли более молодые журналисты (в основном — перешедшие с «Матч ТВ»). Реорганизация подразделения во многом была связана с тем, что по состоянию на 2017 год оно воспринималось новыми менеджерами как нечто застрявшее в 2000-х — начале 2010-х годов и не развивавшееся.
По итогам первых 11 месяцев 2017 года «Первый канал» продолжил отставать от канала «Россия-1» — в аудитории «все зрители старше четырёх лет» канал занял второе место с долей 12,7 %, в то время как доля «России-1» составила 12,9 %, однако в своей целевой аудитории «все зрители 14-59 лет» канал сохранил лидерство с долей 10,8 %, тогда как у «России-1» была доля 9,6 %. По итогам всего года доля «Первого канала» в аудитории «4+» составила 12,1 %, в то время как доля «России-1» — 13,2 %; дирекция общественных связей «Первого канала» объясняет отставание канала лидерством «России-1» в ночное время суток (в то время как «Первый канал» показывал программу «Вечерний Ургант» и повторы дневных ток-шоу, а с 2020 года — ещё и документальные фильмы, «Россия-1» ставит в эфир «Вечер с Владимиром Соловьёвым», а также мелодраматические и детективные сериалы, в том числе премьерные).
В декабре 2017 года были запущены дополнительные часовые дубли «-1», «+1», «+3», «+5», «+7» и «+9», что позволило устранить часовое неравенство в Калининграде (-1), Самаре, Саратове (+1), Омске (+3), Иркутске (+5), Владивостоке, Хабаровске (+7) и Петропавловске-Камчатском (+9). Благодаря запуску дополнительных дублей, новогоднее обращение президента России каждый из этих регионов увидел в соответствии со своим временем. После новогодней ночи система распространения вернулась к прежней схеме с часовыми дублями «+2», «+4», «+6», «+8» от московского времени, однако 25 декабря 2018 года дополнительные часовые дубли были запущены на постоянной основе.
С начала 2018 года получила дальнейшее развитие тенденция, когда прежде тяготевший к аполитичности канал стал расширять время для общественно-политических передач в сетке вещания: ток-шоу «Время покажет» стало выходить в нескольких частях в течение практически всего дневного и ранневечернего блока, а в программе «Время» впервые за долгое время произошла смена ведущего: Екатерину Андрееву сменил Кирилл Клеймёнов, вернувшийся после 14-летнего перерыва, однако Андреева осталась в субботних выпусках программы, а с 30 декабря 2018 года вновь стала её постоянной ведущей. Параллельно возобновилось закрытие передач, шедших на «Первом канале» продолжительное время: в период начала — середины 2018 года поочерёдно перестали выходить итоговая информационная программа о событиях дня «Ночные новости», просуществовавшая с учётом смен названий и форматов более 20 лет, кулинарное шоу «Смак», выходившее на «первой кнопке» почти 25 лет (переместилась в YouTube по инициативе Андрея Макаревича), и передача о товарах народного потребления «Контрольная закупка» (вместо неё до 19 июня 2019 года выходила передача «Сегодня. День начинается», которая впоследствии была заменена продолжением передачи «Доброе утро»), транслировавшаяся в течение 12 сезонов. Кроме того, был окончательно завершён «Прожекторперисхилтон» — один из участников шоу Сергей Светлаков стал эксклюзивным лицом телеканала СТС.
В июне того же года с канала ушёл ведущий «Воскресного Времени» Валерий Фадеев, с целью сконцентрироваться на общественной деятельности. Позднее, с 7 октября 2018 года, вместо неё стало выходить информационно-аналитическое ток-шоу «Толстой. Воскресенье» с вернувшимся на канал Петром Толстым. Однако передача существенно проигрывала по рейтингам итоговым программам «России-1» и НТВ, поэтому по окончании сезона она была закрыта. Вместо неё итоговой программой телеканала вновь стал воскресный выпуск «Времени» (уже без слова «воскресное» в названии).
По итогам 2018 года канал сохранил за собой второе место среди всех российских телеканалов с показателем 11,8 %, продолжая уступать «России-1» (12,9 %).
В марте 2019 года 20 % акций телеканала приобрёл банк ВТБ, выкупив долю у структур Романа Абрамовича (который тем самым вышел из капитала телеканала); банк получил 2 места в составе совета директоров телеканала.
В 2010—2020-е годы ключевые проекты «Первого канала», возникшие в 2000-е годы («Фабрика звёзд», «Последний герой» и «Слабое звено») стали впоследствии возрождаться на других российских телеканалах, в основном из второй десятки. В 2019—2021 годах развлекательные проекты «Форт Боярд», «Русский ниндзя», «В чёрной-чёрной комнате» и «Подмосковные вечера», шедшие на «Первом канале» в 2010-е годы, стали выходить на развлекательном телеканале «СТС». При этом, последние два проекта были переименованы в «Полный блэкаут» и «Дело было вечером» соответственно, а шоу «Русский ниндзя» впоследствии было переформатировано в «Суперниндзя».

### С 2020. Вещание в период пандемии COVID-19 и вторжения России на Украину
С 16 марта 2020 года, в связи с пандемией коронавируса в России, съёмки всех линейных и политических ток-шоу телеканала, а также программ «Вечерний Ургант», «Что? Где? Когда?», «Кто хочет стать миллионером?» и «Поле чудес», постепенно стали проходить без зрителей в студии. Аналогичным образом в прямом эфире прошли финальные выпуски 7 сезона вокального проекта «Голос. Дети», а вместо конкурса «Евровидение», на который от «Первого канала» была заявлена группа «Little Big», транслировалось шоу «Europe Shine a Light». В свою очередь, финал 28-го сезона гуманитарной олимпиады «Умницы и умники» прошёл в формате ретроспективы в кабинете ректора МГИМО. Некоторые другие передачи (в частности, транслирующиеся по выходным) либо приостановили свой выход в эфир, либо продолжили транслироваться, но вперемешку с повторами. Также были приостановлены съёмки сериалов.
23 сентября 2020 года стало известно, что банк ВТБ, получивший ещё в марте 2019 года 20 % «Первого канала», больше не является его совладельцем; как стало известно позднее, этот пакет акций перешёл к страховой компании СОГАЗ, аффилированной с ещё одним акционером телеканала (Национальная Медиа Группа) как один из её владельцев.
В декабре 2020 года, в рамках проведения модернизации автоматизированного эфирного комплекса, «Первый канал» почти полностью прекратил работу службы телетекста (функционировавшей в последнем состоянии с осени 2005 года), сохранив при этом возможность обеспечения скрытого субтитрирования ряда своих программ для телезрителей с ограниченными возможностями по слуху на 888-й странице. Сделано это было в пользу технологии HbbTV, которую канал активно развивает (аналогичные интерактивные функции также реализованы в плеере на сайте «Первого канала» и в приложениях для Smart TV и мобильных устройств).
В 2021 году приложение «Первого» вошло в список приложений, обязательных для предустановки на продаваемые в России смарт-телевизоры с 1 апреля того же года.
С 24 февраля 2022 года, в связи с началом российского вторжения на Украину, из эфира телеканала были убраны все развлекательные программы. Вместо них сначала ежедневно, а затем только по будням стали выходить ежечасные выпуски новостей и общественно-политические ток-шоу. В пресс-службе канала заявили, что «в текущей ситуации канал считает необходимым уделить в эфире большее внимание программам общественно-политической направленности». Начиная с апреля 2022 года многие ушедшие из эфира программы начали постепенно возвращаться в сетку вещания. Ненадолго были возвращены в эфир ток-шоу «На самом деле» и «Пусть говорят» — в период с мая по август 2022 года они выходили еженедельно, после чего первое ток-шоу было закрыто, а второе в декабре вернулось в эфир в прежней периодичности, но затем его выход вновь был приостановлен.
Одновременно возобновился массовый отток кадров — канал покинули выступившие против вторжения на Украину ведущие Владимир Познер, Максим Галкин (впоследствии признанный иноагентом) и Дмитрий Нагиев. В шоу «Сегодня вечером» и «Лучше всех» (вернулось в эфир в декабре 2023 года) Галкина заменили Николай Цискаридзе и Жанна Бадоева соответственно, а место Нагиева в музыкальных шоу заняли Лариса Гузеева («Голос. 60+»), Яна Чурикова («Голос» и «Голос. Дети») и Александр Олешко («Две звезды. Отцы и дети»). Из дирекции информационного вещания, в свою очередь, уволились ведущий Александр Мальм, журналисты Марина Овсянникова, Жанна Агалакова, Илья Андреев и другие, а из дирекции «ОРТ-Дизайн» — главный художник Дмитрий Ликин и композитор Олег Литвишко, авторы визуального и звукового оформления канала и большинства его программ более 20 последних лет.
Эти же события повлекли для канала и другие последствия. Так, 26 февраля 2022 года Первый канал вместе с ВГТРК и РГМТРЦ объявили о приостановке, а затем о полном прекращении своего членства в Европейском вещательном союзе в ответ на отстранение России от участия в конкурсе «Евровидение», а в июне 2022 года АО «Первый канал. Всемирная сеть» объявило о продаже тематических телеканалов «Цифрового телесемейства» компании, связанной со спутниковым оператором «Триколор». Также были прекращены трансляции международных соревнований по ключевым для себя видам спорта (на тот момент Первый канал освещал в своём эфире футбол, хоккей и фигурное катание) — изначально самостоятельно в связи с отстранением российских спортсменов и сборных команд страны от международных турниров, а в декабре 2022 года — также из-за санкций Евросоюза в отношении «НМГ» и распространения их действия на сам телеканал. Впервые в истории современного российского телевидения «Первый канал» отказался от освещения крупномасштабных спортивных событий — Олимпийских игр, а также чемпионатов мира и Европы по футболу (аналогичное решение было принято медиахолдингом «ВГТРК» для телеканала «Россия-1»). Права на их показ были переданы другим спортивным вещателям — «Матч ТВ» и Okko Sport. Как следствие, «Первый канал» стал освещать исключительно внутрироссийские соревнования по этим же видам спорта.
В марте 2022 года из-за санкций компании «Google» в отношений финансированных государством российских СМИ, были заблокированы (а впоследствии — удалены) все связанные с «Первым каналом» YouTube-каналы. Чуть позже на этом же видеохостинге на базе канала шоу «МаксимМаксим» был создан канал «Лучшие телешоу», на котором выкладывались записи (в том числе архивные) развлекательных проектов канала, включая те, которые оказались недоступными после блокировок основных YouTube-каналов (позже он также был удалён).
В начале телесезона 2022/2023, несмотря на продолжающиеся политические события, Константин Эрнст объявил о возвращении в эфир развлекательных программ в выходные дни, что в итоге частично подтвердилось: осенью 2022 года в эфир вернулись КВН и «Жизнь других». Были запущены новые развлекательные форматы: музыкальные шоу «Фантастика» и «Поём на кухне всей страной», национальная лотерея «Мечталлион» (над созданием которой работает команда «Вечернего Урганта») и лайфстайл-проекты выходных дней — «ПроУют», «Повара на колёсах», «Поехали!» и «Жизнь своих».
Приостановка многих программ и уход ряда ведущих негативно сказались на рейтинговых показателях телеканала: его аудитория снизилась на 11 %, и по итогам 2022 года он занял третье место по популярности, уступив первые два места телеканалам «Россия-1» и НТВ.
В 2023 году канал продолжал экспериментировать с новыми форматами: в начале года в ежедневном ночном эфире вместо повторов дневных и вечерних передач стал появляться дискуссионный проект «Подкаст.Лаб». Продолжилась практика возвращения некоторых программ «Первого канала»: в марте после долгого перерыва в его эфир ненадолго вернулась передача «На футболе», ведущим которой стал перешедший в ноябре 2021 года Денис Казанский (ранее работавший в спортивной редакции «НТВ-Плюс», а затем на «Матч ТВ»), затем в течение весны вернулись телеигра «Кто хочет стать миллионером?» (программа стала выходить без участия правообладателя в лице компании «Sony» и с новой ведущей — певицей и одной из её победительниц Юлианной Карауловой), а также музыкальные шоу «Голос», «Три аккорда» и «Две звезды. Отцы и дети» с новыми сезонами. Во второй половине 2023 года и начале 2024 года в эфир вернулись ток-шоу «Давай поженимся!», «Модный приговор» и «Пусть говорят» (выходило с 26 по 29 февраля 2024 года, затем было вновь приостановлено и возобновлено только с 11 ноября), а также развлекательные проекты «Лучше всех!», «Большая разница» и «Закрытый показ». Дальнейшая судьба вечерних программ «Познер» и «Вечерний Ургант» пока не известна, в середине октября 2024 года Познер ненадолго вернулся в эфир канала с документальным сериалом «Турецкая тетрадь».
В мае 2023 года на канале возобновился показ зарубежных фильмов, закупленных в большинстве до введения санкций, в ночном эфире субботы и иногда пятницы (некоторые фильмы могли изредка транслироваться и днём). Основу зарубежного кинопоказа теперь составляли фильмы с участием легендарных киноактёров, фильмы-лауреаты крупнейших кинопремий и кинофестивалей, а также фильмы, основанные на реальных исторических событиях.
В 2024 году по итогам первого полугодия по данным измерителя «Mediascope» «Первый канал» продолжил терять рейтинговые показатели — канал занял четвёртое место с долей 7,3%.
В октябре 2024 года на сайте «Первого канала» к его 30-летию начали выкладываться оцифрованные записи программ за весь период его существования.

#### Перспективы
Телеканал планировал закончить строительство собственного телецентра. Ещё в 2004 году для его строительства был выделен участок площадью 3 га на Олимпийском проспекте. Телеканал обязался спроектировать объект до конца 2008 года, однако позже срок реализации проекта был продлён ещё до 2010 года. В 2012 году также были планы построить собственный медиапарк на территории завода «Серп и Молот», так как территория на Олимпийском проспекте отошла для возведения объектов к предстоящему на тот момент чемпионату мира по футболу 2018 года, но с 2015 года территория завода застраивается жилыми домами.

## Основные подразделения

### Служба генерального директора
Подразделение под руководством Марины Даниелян, занимается производством «Новогодней ночи на Первом канале». Образовано в 1997 году. Ранее производило передачи «Старые песни о главном», «Проводы Старого года с Максимом Галкиным», «Весна с Иваном Ургантом», «Прожекторперисхилтон» (выпуски 2008—2012 гг.), «ДОстояние РЕспублики», «Мульт личности», «Yesterday Live», «Настя», «Успеть до полуночи», «Повтори!», «Новенькие» (не вышла в эфир), «Театр эстрады», «Мистер и миссис СМИ», «Прожарка» и др.

### Дирекция информационных программ
Подразделение, которое занимается производством информационных программ. Образовано в 1996 году на базе ИТА. По состоянию на 2015 год больше половины из 2443 сотрудников телекомпании числятся в данной дирекции. Располагается на 1-м этаже телецентра «Останкино». Производит ежедневные выпуски новостей, две версии программы «Время» — одну в формате ежедневной информационной передачи с понедельника по субботу, другую в формате итоговой программы по воскресеньям (последняя ранее выходила под названием «Воскресное Время»), а также аналитический комментарий «Однако». Также принимает участие в производстве прямых трансляций общественно значимых событий и некоторых документальных фильмов, представляющих собой расширенную версию новостного репортажа.
В разное время ДИП также производила телепрограммы «Ночные новости» (выходившей также под названиями «Новость дня» и «Ночное „Время“»), «19.59», «Время с Сергеем Доренко», «Новости культуры», «Авторская программа Сергея Доренко», «Времена», «Другое время», «Театр кукол», «Другие новости» и «Толстой. Воскресенье» (вторая версия).
Директора
- Аркадий Евстафьев (1996)
- Ксения Пономарёва (1996—1997)[834][835]
- Андрей Васильев (1997)[836]
- Александр Любимов (1997—1998)[837]
- Сергей Доренко (1998)[838]
- Ашот Баблумян (1999)[175]
- Татьяна Кошкарёва (1999—2000)
- Сергей Горячёв (2000—2004)[839]
- Кирилл Клеймёнов (с 2004)[840][841]

Заместители директора
- Михаил Светличный (1995)[842]
- Ирина Филина (1998—2004)[843]
- Алексей Бродский (2004—2010)[844][845]
- Анна Горшкова (с 2011)[846]

Главные продюсеры
- Ксения Пономарёва (1996—1997)[847]
- Рустам Нурзикулов (1999—2000)

Главные режиссёры
- Калерия Кислова (1996—2006)[848]
- Андрей Игнатов (2006—2011)[849][850]
- Андрей Кравченко (с 2011)[851]

Руководитель отдела авторских программ при ДИП
- Михаил Леонтьев (с 2002)[852]

Продюсеры — заместители руководителя отдела авторских программ при ДИП
- Андрей Чикирис (2002—2013)[853]
- Юлия Богданова (с 2013)

### Дирекция общественно-политического вещания
Подразделение, которое занимается разработкой и доведением до эфира общественно-политических программ и крупных документальных проектов. В настоящее время курирует производство программ «Здоровье», «Человек и закон» и «Часовой». Ранее дирекция производила телепрограммы «Взгляд», «Мы», «Армейский магазин», «Пока все дома», «Служу России», «Один на один», «Пресс-клуб», «Человек в маске», «Час пик», «Тема», «Сельский час», «Документальный детектив», «Как это было», «Жди меня», «Спецрепортаж», «Независимое расследование», «Служу Отчизне!», «Криминальные хроники», «Спецрасследование», «Федеральный судья», «Среда обитания», «Свидетели», «Право на защиту», «Первый класс с Иваном Охлобыстиным», «Своими глазами», «История российской кухни», «Теория заговора», теледебаты кандидатов в депутаты Государственной думы II—III созывов и президенты России (изначально) и другие.
Руководители
- Василий Антипов (апрель—август 1995)[22][859]
- Олег Вольнов (1995—2002)[860]
- Юрий Никифоров (2002—2009)[861]
- Алексей Пищулин (2009—2010)[862]
- Данила Шарапов (2010—2014)[863]
- Людмила Кажуро-Снигирёва (с 2015)[864]

Заместители директора
- Алексей Пищулин (2007—2009)[862]
- Данила Шарапов (2009—2010)[855]
- Андрей Сысоев (с 2010)[865]

Главные режиссёры
- Михаил Павлов (2004—2009)[866]
- Наталия Гугуева (2009—2013)[867]
- Людмила Снигирёва (2013—2014)[864]
- Юлия Ермолина (с 2014)[868]

### Дирекция кинопоказа
Подразделение по закупке и доведению до эфира телесериалов и иностранных фильмов, ранее — ещё и по производству новых российских. Изначально существовала как Дирекция кинопрограмм ОРТ. С 1995 по 1998 год функции руководителя подразделения выполнял продюсер, в 1998—2002 годах — директор Дирекции кинопоказа и кинопроизводства. В 2002 году Дирекция кинопоказа и кинопроизводства была разделена на две самостоятельные. Тогда же в штатном расписании появилась должность заместителя генерального директора по кинопоказу и кинопроизводству, убранная в конце ноября 2005 года вместе с расформированием Дирекции кинопроизводства и созданием компании «Дирекция кино».
Руководители Дирекции кинопоказа
- Анатолий Максимов (1995—2002)[873]
- Сергей Титинков (с 2002)[874][875][876][877]

Заместитель генерального директора по кинопоказу и кинопроизводству
- Анатолий Максимов (2002—2005)

Директор Дирекции кинопроизводства
- Джаник Файзиев (2002—2005)[878]

### Дирекция спортивного вещания
Подразделение по производству спортивных трансляций и комментариев к ним, ранее — ещё и спортивных программ. Находится на 11-м этаже телецентра «Останкино». Основные спортивные комментаторы и ведущие новостей спорта канала в 2000-е годы — Виктор Гусев, Константин Выборнов (уволился в 2009 году, далее появлялся на канале уже как приглашённый комментатор), Владимир Топильский, Владимир Гомельский, Андрей Голованов (с 2002 года работал на внештатной основе), Евгений Кузнецов, Владимир Гендлин, Геннадий Орлов (во время крупных футбольных турниров) и другие.
Руководители
- Николай Малышев (1995—2017)[883]
- Ольга Черносвитова (с 2017)[884]

Заместители директора
- Борис Скрипко (1995—2003)[885][886][887]
- Роман Петухов (с 2003)[888]
- Владимир Гомельский (2010—2016)[889]

Главные редакторы
- Алексей Кузнецов (до 2017)[890]
- Василий Конов (2017—2018)[891][892]

Режиссёры спортивных трансляций
- Ян Садеков (1995—2005)[457]
- Раиса Панина (1995—2005)[451][458]

### Дирекция социальных и публицистических программ
Подразделение, которое занимается производством ток-шоу и некоторых документальных программ. Образовано в 2003 году как Студия спецпроектов. В настоящее время производит программы «Модный приговор», «Давай поженимся!», «Сегодня вечером», «Мужское / Женское» и «Время покажет». Ранее дирекция производила передачи «Основной инстинкт», «Пусть говорят» (и её раннюю версию «Пять вечеров»), «Лолита. Без комплексов», «Судите сами», «Малахов+», «Доктор Курпатов», «Закрытый показ», «Доброй ночи», «В мире людей», «Познер», «Гордон Кихот», «Общее дело», «Участок», «Жить здорово!» (изначально), «ЖКХ», «Свобода и справедливость», «В контексте», «Гражданин Гордон», «Дёшево и сердито», «Доброго здоровьица!», «Я подаю на развод», «Пока ещё не поздно», «Политика», «Они и мы», «Дело ваше», «Структура момента», «Толстой. Воскресенье» (первая версия), «Таблетка», «Про любовь», «Первая студия», «Бабий бунт», «Право на справедливость», «Проверено на себе» и «Гражданская оборона», а также теледебаты кандидатов в депутаты Государственной думы IV—VIII созывов и президенты РФ.
Руководители
- Наталья Никонова (2003—2009)[898][899]
- Андрей Писарев (с 2009)[900]

Заместители директора
- Пётр Толстой (2009—2016)[901]
- Артём Шейнин (с 2016)[902]
- Ольга Любимова (2016—2018)[903]
- Полина Зотова (Циторинская) (с 2018)[902][904]

### Дирекция спецпроектов
В 2007 году подразделение было создано для реализации проектов Александра Цекало — спортивной телеигры «Стенка на стенку», пародийного шоу «Большая разница», а также различных концертов («Новогодняя ночь—2008», концерт Михаила Задорнова «С первым смехом!», мюзикл «Красота требует…» и другие). Кроме того, дирекция осуществляла разработку сериала «Обратная сторона Луны», российской версии проекта BBC «Жизнь на Марсе». Летом 2008 года Цекало по собственному желанию уволился с позиции директора дирекции спецпроектов с целью создания продюсерской компании «Среда», в результате чего дирекция была закрыта.
В 2017 году после возвращения на канал продюсера Натальи Никоновой дирекция была снова открыта и в настоящий момент производит программы «Пусть говорят», «Жить здорово!» и «Видели видео?», ранее также производила проекты «На самом деле», «Эксклюзив», «Семейные тайны», «Док-Ток», «У нас все дома» и «Куклы наследника Тутти».
Руководители
- Александр Цекало (2007—2008)
- Наталья Никонова (с 2017)

### Дирекция научно-популярных программ
Подразделение занимается подготовкой и доведением до эфира познавательных, научно-популярных программ, документальных проектов. Образовано в 2002 году. До 2001 года курированием большинства просветительских проектов занимались Сергей Шумаков (как продюсер художественных, развлекательных и просветительных программ) и Лев Николаев (как продюсер научно-популярных программ). В разное время Дирекция выпускала передачи «Клуб путешественников», «Путешествия натуралиста», «В мире животных», «Здоровье» (в середине 2000-х годов), «Вкус жизни», «Телеканал „Новый день“» и его подпроекты, «Возвращение домой», «Трюкачи», «Братство бомбы», «История песни», «Зверинец», «Код жизни» и другие.
Руководители
- Андрей Цвинтарный (с 2002)[916]

Заместители директора
- Андрей Сычёв (2002—2003)[917]
- Елена Левина (с 2003)

Главные режиссёры
- Аркадий Коган (2002—2015)[918]

### Дирекция документального кино
Подразделение, образованное в 2002 году, занимается подготовкой и доведением до эфира российских (до 2013 года — также иностранных) документальных проектов об известных личностях или актуальных событиях. Среди наиболее известных: поздние фильмы Павла Шеремета, «Битва за космос», «Раны Цхинвала», «Невероятные истории про жизнь», «Поединки», сюжеты для телемарафона «Всем миром!», «Бродский не поэт» и др. С 2005 по 2012 год этой же дирекции подчинялась линейка документальных фильмов в 22:30 по будням. До 2005 года основным производителем документальных фильмов для неё была телекомпания «Останкино», продюсеры Алексей Пиманов и Сергей Медведев.
Руководители
- Светлана Колосова (с 2002)[920][921]

Заместители директора
- Андрей Сычёв (с 2003)[917]

Главные режиссёры
- Александр Михайловский (2002—2013)[922]
- Наталия Гугуева (с 2013)[923]

Режиссёры озвучивания и дубляжа
- Ирина Кротик-Короткевич (2003—2013)[924]

### Дирекция Главного продюсера музыкальных и развлекательных программ
Подразделение, которое занимается производством музыкальных и развлекательных программ. Изначально возникла и существовала как Дирекция детского и развлекательного вещания. До 1998 года курированием музыкальных, развлекательных и детских передач занимались соответствующие продюсеры: Юрий Саульский (в 1996 году его сменил Аркадий Буйнов), Сергей Шумаков и Борис Селеннов.
В 2003 году дирекция была разделена на Дирекцию художественных, развлекательных и просветительских программ и Дирекцию детских и юношеских программ (последняя была закрыта в апреле 2007 года). В июне 2013 года Дирекция художественных, развлекательных и просветительских программ была присоединена к Дирекции музыкального вещания, образованной в 1999 году, её директором стал Юрий Аксюта. В сентябре того же года была преобразована в Дирекцию Главного продюсера музыкальных и развлекательных программ.
Руководители Дирекции музыкального вещания (в 1999—2013 годах):
- Олег Вольнов (1999—2001)[927]
- Илья Бачурин (2001—2003)[928][929][930]
- Юрий Аксюта (2003—2013)[931]

Руководители Дирекции художественных, развлекательных и просветительских программ (в 2003—2013 годах):
- Юрий Исаченков (2003—2004)
- Сергей Кальварский (2004—2007)[932]
- Аркадий Фатеев (2008—2013)[933]

Руководитель Дирекции детских и юношеских программ (в 2003—2007 годах):
- Александр Школьник[934][935]

Руководители Дирекции детского и развлекательного вещания (в 1998—2003 годах):
- Сергей Супонев (1998—2001)[936][937][938]
- Валдис Пельш (2001—2003)[354][438][939]

### Дирекция утреннего телеканала
Подразделение, которое занимается подготовкой и производством утренней информационно-развлекательной программы «Доброе утро». Ранее также занималось производством программы «Добрый день» (все версии) и некоторых выпусков «Спецрепортажа». В 2003—2007 годах также существовало схожее по полномочиям подразделение «Дирекция дневного вещания», которое выпускало программы авторства руководителя этого структурного подразделения Ларисы Кривцовой: «Большая стирка», «Город женщин», «Встань и иди» и «Большой обед».

### Дирекция интернет-вещания и общественных связей
С октября 2000 года на смену должности руководителя пресс-службы пришла Дирекция общественных связей ОАО «ОРТ» (с 2002 — ОАО «Первый канал»), которая отвечала за координирование работы канала и средств массовой информации, популяризацию его программ и проектов, взаимодействие канала с телезрителем.
Дирекция интернет-вещания была образована в мае 2014 года посредством разделения Дирекции креативного планирования и интернет-вещания на две самостоятельные. Она занималась усилением позиций «Первого канала» в интернете и новых медиа. В апреле 2017 года Дирекция интернет-вещания была присоединена к Дирекции общественных связей, руководителем объединённого подразделения стала Лариса Крымова.
Руководители Дирекции общественных связей (в 2000—2017 годах):
- Игорь Буренков (2000—2007)[297][525]
- Лариса Крымова (Хавкина) (2007—2017)[947][948]

Руководители Дирекции интернет-вещания:
- Илья Булавинов (2014—2017)

## Документальные фильмы о канале
- «История нового времени» (2000) — фильм корреспондентов канала Антона Верницкого и Ланы Горбуновой, рассказывавший о первых пяти лет существования ОРТ и событиях второй половины 1990-х годов в России, от убийства Листьева и визита президента Ельцина в Останкино в марте 1995 года до досрочной отставки последнего в самом конце 1999 года[949].
- «25 лет спустя» (2020, частично перемонтирован в 2021) — фильм о 25 годах жизни канала, его нынешних лицах и самых громких и значимых его телепроектах[950][951].
- «Телевидение изнутри» (19 мая 2024) — 2,5-часовой фильм о том, как создавались ключевые проекты канала[952].
- Деятельности канала и его истории также были посвящены два специальных выпуска ток-шоу Андрея Малахова к 10- и 20-летию со дня первого выхода «Первого канала» в эфир: «Пять вечеров» (31 марта 2005) и «Сегодня вечером» (4 апреля 2015)[953][954].